# Taxonomía de Ascomycota
La presente taxonomía de Ascomycotas está basada en la versión de 2009 de Outline of Ascomycota un trabajo recopilatorio realizado por Helge Thorsten Lumbsch y Sabine Huhndorf a partir de las investigaciones publicadas hasta dicho año que muestra un esbozo del conocimiento actual sobre la división Ascomycota. Outline of Ascomycota 2009 fue publicada en diciembre de 2010 en la revista Fieldiana Life and Earth Sciences actualizando la información de su predecesora Outline of Ascomycota 2007 publicada en Myconet por los mismos autores y que a su vez recopilaba la información publicada por otros investigadores.
La taxonomía establece tres subfilos (Taphrinomycotina, Saccharomycotina y Pezizomycotina), con 4, 1 y 12 clases respectivamente. Un total de 20 familias y 116 géneros, indicados como incertae sedis no tienen su posición taxonómica aún resuelta, indicándose el taxón superior al que con más seguridad pertenecen. Otros tantos, que en el texto se indican con una interrogación (?), tienen una posición poco clara aunque parecen pertenecer a la familia en la que se encuentran listados. En el texto se indica con un signo igual (=) la sinonimia.
Aunque no aparece en el estudio original por motivos didácticos se indican también con un símbolo ♦ aquellas familias que poseen especies de ascomicotas formadoras de líquenes.

En 2018 se publicó una nueva edición de Outline of Ascomycota con los tres subfilos mencionados con 4, 1 y ahora 13 clases respectivamente.

## Taxonomía reducida. Subphylum, Clase y Orden

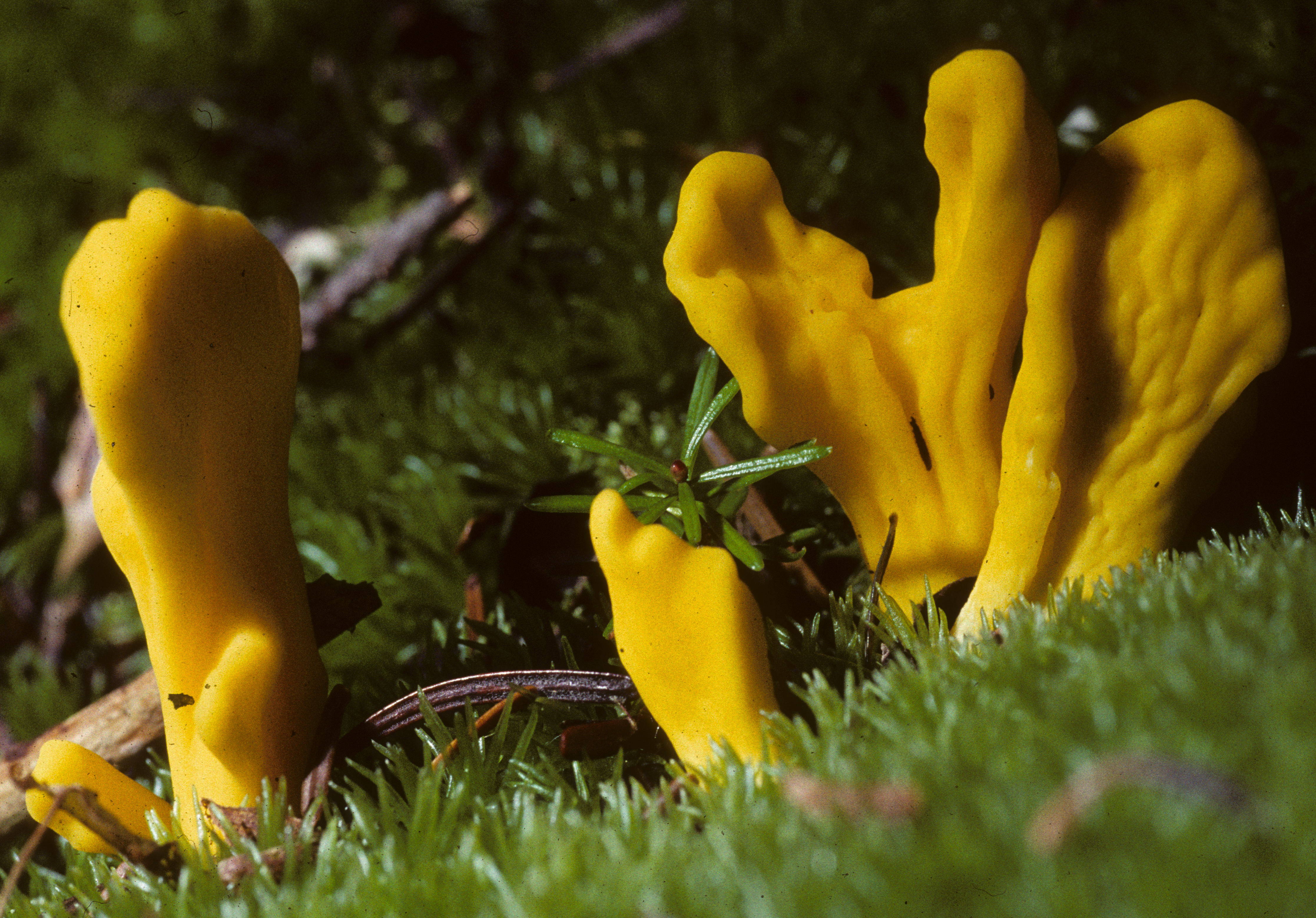
Neolecta irregularis, un representante del subphylum Taphrinomycotina.

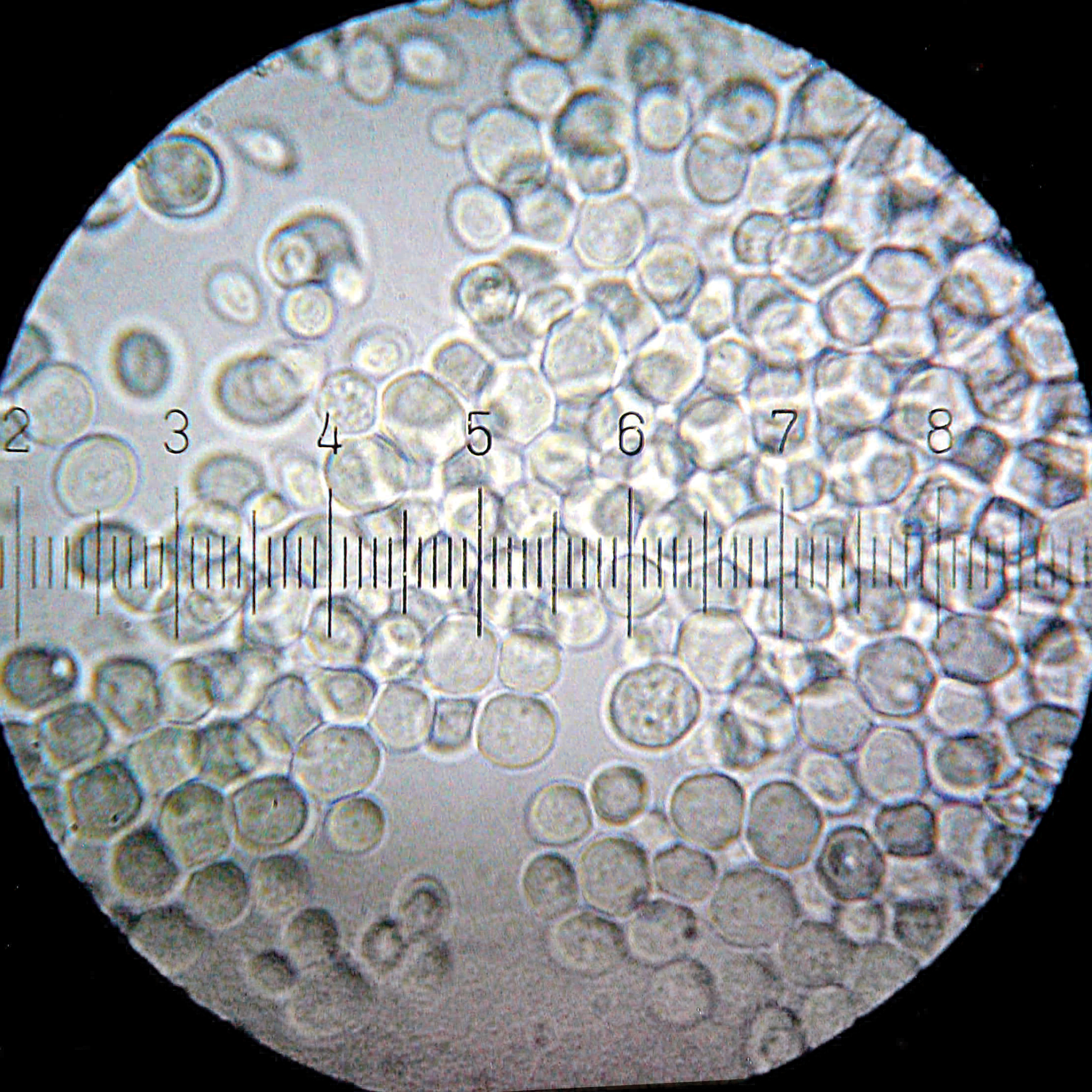
Saccharomyces cerevisiae, un representante del subphylum Saccharomycotina.

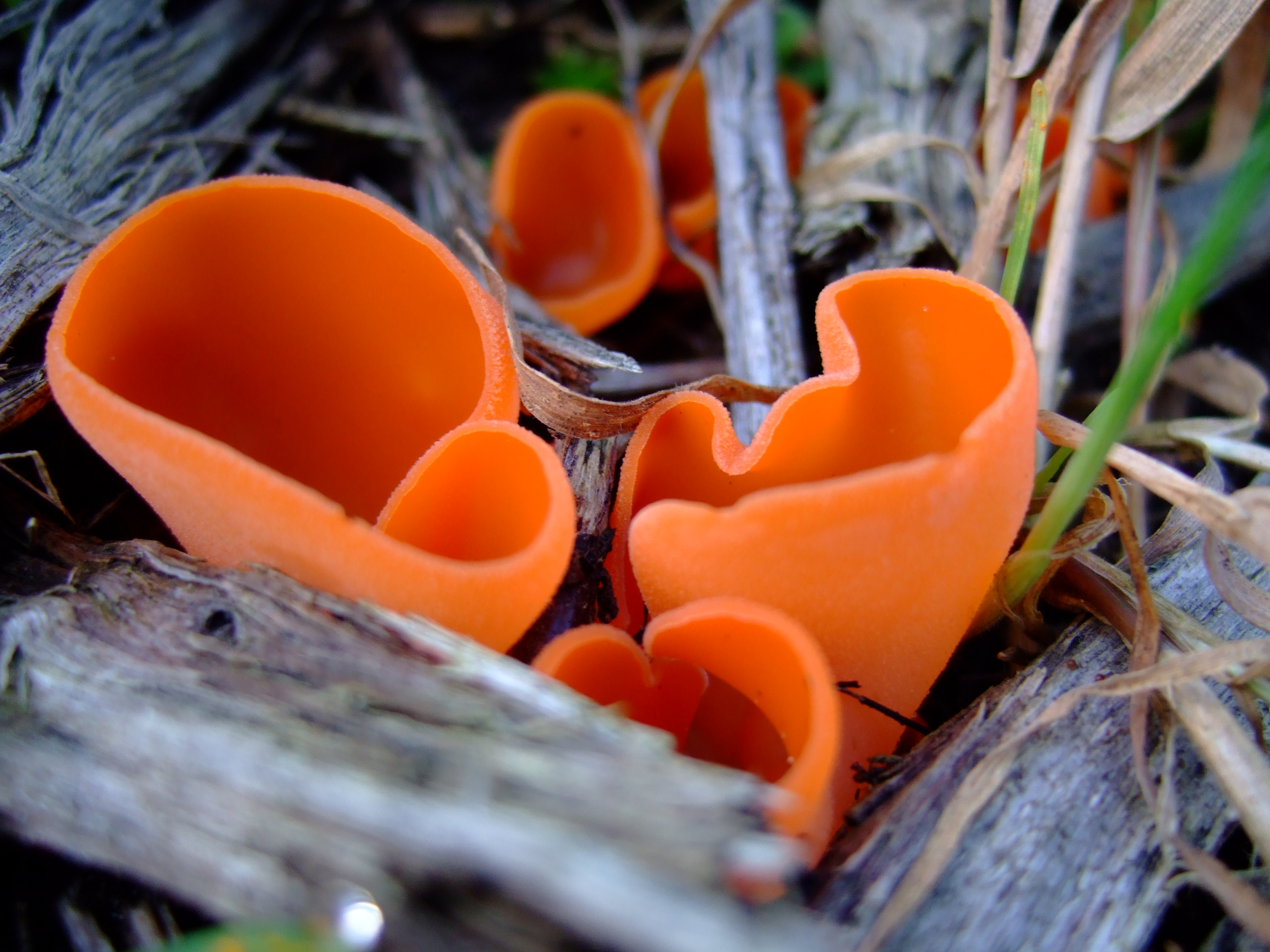
Aleuria aurantia, un representante del subphylum Pezizomycotina.

- Phylum ASCOMYCOTA

- - Subphylum TAPHRINOMYCOTINA 
Clase Neolectomycetes
Orden Neolectales
Clase Pneumocystidomycetes
Orden Pneumocystidales
Clase Schizosaccharomycetes
Orden Schizosaccharomycetales
Clase Taphrinomycetes
Orden Taphrinales

- - Subphylum SACCHAROMYCOTINA 
Clase Saccharomycetes (=Hemiascomycetes)
Orden Saccharomycetales

- - Subphylum PEZIZOMYCOTINA
Clase Arthoniomycetes
Orden Arthoniales
Clase Dothideomycetes
Subclase Dothideomycetidae
Orden Capnodiales
Orden Dothideales
Orden Myriangiales
Subclase Pleosporomycetidae
Orden Pleosporales (=Melanommatales)
Clase Eurotiomycetes
Subclase Chaetothyriomycetidae
Orden Chaetothyriales
Orden Pyrenulales
Orden Verrucariales
Subclase Eurotiomycetidae
Orden Coryneliales
Orden Eurotiales
Subclase Mycocaliciomycetidae
Orden Mycocaliciales
Clase Geoglossomycetes
Orden Geoglossales
Clase Laboulbeniomycetes
Orden Laboulbeniales
Orden Pyxidiophorales
Clase Lecanoromycetes
Subclase Acarosporomycetidae
Orden Acarosporales
Subclase Ostropomycetidae
Orden Agyriales
Orden Baeomycetales
Orden Ostropales (=Graphidales) (=Gyalectales) (=Trichotheliales)
Orden Pertusariales
Subclase Lecanoromycetidae
Orden Lecanorales
Orden Peltigerales
Suborden Peltigerineae
Orden Teloschistales
Clase Leotiomycetes
Orden Cyttariales
Orden Erysiphales
Orden Rhytismatales
Orden Thelebolales
Clase Lichinomycetes
Orden Lichinales
Clase Orbiliomycetes
Orden Orbiliales
Clase Pezizomycetes
Orden Pezizales
Orden Discinaceae
Clase Sordariomycetes
Subclase Hypocreomycetidae
Orden Coronophorales
Orden Hypocreales
Orden Melanosporales
Orden Microascales  (=Halosphaeriales)
Subclase Sordariomycetidae
Orden Boliniales
Orden Calosphaeriales
Orden Chaetosphaeriales
OrdenConiochaetales
OrdenDiaporthales
Orden Magnaporthales
OrdenOphiostomatales
OrdenSordariales
Subclase Xylariomycetidae
Orden Xylariales

## Taxonomía ampliada. Subphylum hasta género

### Subphylum Taphrinomycotina
Phylum ASCOMYCOTA
- Subphylum TAPHRINOMYCOTINA 
Clase Neolectomycetes
Orden Neolectales
Familia Neolectaceae
Género (Neolecta)
Clase Pneumocystidomycetes
Orden Pneumocystidales
Familia Pneumocystidaceae
Género (Pneumocystis)
Clase Schizosaccharomycetes
Orden Schizosaccharomycetales
Familia Schizosaccharomycetaceae
Género (Schizosaccharomyces)
Clase Taphrinomycetes
Orden Taphrinales
Familia Protomycetaceae
Géneros (Buerenia • Protomyces • Protomycopsis • Taphridium • Volkartia)
Familia Taphrinaceae
Género (Taphrina)
Clase Taphrinomycetes, género incertae sedis
Género (Saitoella)

### Subphylum Saccharomycotina
Phylum ASCOMYCOTA
- Subphylum SACCHAROMYCOTINA 
Clase Saccharomycetes (=Hemiascomycetes)
Orden Saccharomycetales
Familia Ascoideaceae
Género (Ascoidea)
Familia Cephaloascaceae
Género (Cephaloascus)
Familia Dipodascaceae
Géneros (Dipodascus • Galactomyces • ?Sporopachydermia • ?Yarrowia)
Familia Endomycetaceae
Géneros (Ascocephalophora • Endomyces • ?Phialoascus)
Familia Eremotheciaceae
Géneros (Eremothecium • ?Coccidiascus)
Familia Lipomycetaceae
Géneros (Dipodascopsis • Babjevia • Lipomyces (=Kawasakia) (=Smithiozyma) (=Waltomyces)(=Zygozyma))
Familia Metschnikowiaceae
Géneros (Clavispora • Metschnikowia • Pichiaceae • Dekkera • Kregervanrija • Komagataella • Phaffomyces • Pichia (=Issatchenkia) • Saturnispora)
Familia Saccharomycetaceae
Géneros (?Citeromyces • ?Cyniclomyces • ?Debaryomyces • Kazachstania(= Arxiozyma) • Kluyveromyces • Kuraishia • Kurtzmaniella • Lachancea • ?Lodderomyces • Nakaseomyces • Naumovozyma (=Naumovia) • ?Ogataea • ?Pachysolen • Saccharomyces • Tetrapisispora • Vanderwaltozyma • Torulaspora • ?Williopsis (=Lindnera) • Zygosaccharomyces • Zygotorulaspora)
Familia Saccharomycodaceae
Géneros (?Hanseniaspora • Saccharomycodes • ?Wickerhamia)
Familia Saccharomycopsidaceae
Géneros (?Ambrosiozyma • Arthroascus • Saccharomycopsis)
Familia Trichomonascaceae
Géneros (Sugiyamaella • Trichomonascus • Stephanoascus • Wickerhamiella • Zygoascus)
Orden Saccharomycetales, géneros incertae sedis: 
Géneros (Ascobotryozyma • Barnettozyma • Hyphopichia • Kodamaea • Nakazawaea • Starmera • Starmerella • Wickerhamomyces • Yamadazyma)

### Subphylum Pezizomycotina
Phylum ASCOMYCOTA
- Subphylum PEZIZOMYCOTINA
Clase Arthoniomycetes
Orden Arthoniales
Familia Arthoniaceae♦
Géneros (Amazonomyces • Arthonia • Arthothelium • Coniarthonia • Cryptothecia • Eremothecella • ?Gymnographoidea • Herpothallon • Paradoxomyces • Sagenidiopsis • Sporostigma • Stirtonia • Synarthothelium • Tylophoron)
Familia Chrysotrichaceae♦
Géneros (Byssocaulon • Chrysothrix)
Familia ?Melaspileaceae♦
Géneros (?Encephalographa • Melaspilea)
Familia Roccellaceae♦
Géneros ( Ancistrosporella • Angiactis • Bactrospora • Chiodecton • Combea • Cresponea • Darbishirella • Dendrographa • Dichosporidium • Diplogramma • Dirina • Dirinastrum • Dolichocarpus • Enterodictyon • Enterographa • Erythrodecton • Feigeana • Follmanniella • Gorgadesia • Graphidastra • ?Halographis • Haplodina • Hubbsia (=Reinkella) • Ingaderia • Lecanactis • Lecanographa • Mazosia • Minksia • Opegrapha (=Dictyographa) • Pentagenella (=Camanchaca) • Peterjamesia • Phacographa • Phacothecium • Phoebus • Plectocarpon • Protoroccella • ?Pseudolecanactis • Roccella(=Roccellodea) • Roccellina(=Roccellaria) • Roccellographa • Sagenidium • Schismatomma • Schizopelte • Sclerophyton • Sigridea • Simonyella • Streimannia • Syncesia)
Orden Arthoniales
Géneros incertae sedis Arthophacopsis • Catarraphia • ?Hormosphaeria • Llimonaea • Nipholepis • Perigrapha • Pulvinodecton • Sipmania • Synarthonia • Tania • ?Tarbertia • Trichophyma • Tylophorella)
Clase Dothideomycetes sensu
Subclase Dothideomycetidae
Orden Capnodiales
Familia Antennulariellaceae
Géneros (Achaetobotrys • Antennulariella)
Familia Capnodiaceae
Géneros (?Aithaloderma • ?Anopeltis • ?Callebaea • Capnodaria • Capnodium • ?Capnophaeum • ?Ceramoclasteropsis • ?Echinothecium • ?Hyaloscolecostroma • Phragmocapnias • ?Polychaeton • ?Scoriadopsis • Scorias)
Familia Coccodiniaceae
Géneros (Coccodinium • Dennisiella • Limacinula)
Familia Davidiellaceae
Género (Davidiella)
Familia Dissoconiaceae
Género (Dissoconium)
Familia Metacapnodiaceae
Género (Metacapnodium)
Familia Mycosphaerellaceae
Géneros (Achorodothis • Brunneosphaerella • Cymadothea • Euryachora • Gillotia • Melanodothis • Mycosphaerella • ?Placocrea • Polysporella • Pseudostigmidium • Sphaerellothecium • Sphaerulina • Stigmidium • Wernerella)
Familia Piedraiaceae
Género (Piedraia)
Orden Dothideales
Familia Dothideaceae
Géneros (?Auerswaldia • ?Bagnisiella • ?Coccostromella • Dictyodothis • Dothidea • Lucidascocarpa • Mycoporis • Omphalospora • Pachysacca • ?Phyllachorella • Scirrhia • Stylodothis • ?Vestergrenia
Familia Dothioraceae
Géneros (?Botryochora • Delphinella • Dothiora • Endodothiora • ?Jaffuel • ?Phaeocryptopus • Plowrightia • Saccothecium • Sydowia • Yoshinagaia
Familia Teratosphaeriaceae
Género (Teratosphaeria)
Orden Myriangiales
Familia Elsinoaceae
Géneros (Beelia • Butleria • Elsinoe • Hemimyriangium • Hyalotheles • Micularia • Molleriella • Saccardinula • Stephanotheca • Xenodium)
Familia Myriangiaceae
Géneros (?Anhellia • Diplotheca • ?Eurytheca • Myriangium)
Subclase Pleosporomycetidae
Orden Pleosporales (=Melanommatales)
Familia Aigialaceae
Géneros (Aigialus • Ascocratera • Rimora)
Familia Amniculicolaceae
Géneros (Amniculicola • Murispora • Neomassariosphaeria)
Familia Cucurbitariaceae
Géneros Cucurbitaria • Curreya • ?Rhytidiella • Syncarpella)
Familia Delitschiaceae
Géneros Delitschia • Ohleriella • Semidelitschia)
Familia Diademaceae
Géneros Clathrospora • Comoclathris • diadema • Diademosa • Graphyllium)
Familia Didymellaceae
Géneros (Didymella • Leptosphaerulina • Macroventuria • Monascostroma • Platychora)
Familia Didymosphaeriaceae
Géneros (Appendispora • Didymosphaeria • Phaeodothis • Roussoella • Verruculina)
Familia Dothidotthiaceae
Género (Dothidotthia)
Familia Hypsostromataceae
Género (Hypsostroma)
Familia Lentitheciaceae
Géneros (Katumotoa • Keissleriella • Lentithecium • Leptosphaeriaceae • Leptosphaeria • Neophaeosphaeria • Lindgomycetaceae • Lindgomyces)
Familia Lophiostomataceae
Géneros (Byssolophis • Cilioplea • Epiphegia • Lophiella • Lophionema • Lophiostoma • Lophiotrema • Massariosphaeria • Misturatosphaeria • Muroia • Quintaria)
Familia Massariaceae
Géneros (Decaisnella • Dothivalsaria (=Cryptovalsaria) • ?Dubidatio • Massaria • Navicella)
Familia Massarinaceae
Géneros (?Byssothecium• Massarina • Saccharicola)
Familia Melanommataceae
Géneros (Acrocordiopsis • ?Anomalemma • Asymmetricospora • Bertiella • Bicrouania • Byssosphaeria • Calyptronectria • ?Caryosporella • Herpotrichia • Javaria • ?Mamillisphaeria • Melanomma • Ohleria • Pseudotrichia)
Familia Montagnulaceae
Géneros (Bimuria • Didymocrea • Didymosphaerella • ?Kalmusia • Karstenula • ?Letendraea • Montagnula • Paraphaeosphaeria)
Familia Morosphaeriaceae
Géneros (Helicascus • Morosphaeria)
Familia Phaeosphaeriaceae
Géneros (Barria • Bricookea • Carinispora • ?Chaetoplea • Entodesmium • ?Eudarluca • Hadrospora • Isthmosporella • ?Lautitia • Metameris • Mixtura • Nodulosphaeria • Ocala • Ophiobolus • Ophiosphaerella • Phaeosphaeria (=Amarenomyces) • Phaeosphaeriopsis • Pleoseptum • Setomelanomma • Wilmia)
Familia Phaeotrichaceae
Géneros (Echinoascotheca • Phaeotrichum • Trichodelitschia)
Familia Pleomassariaceae
Géneros (Asteromassaria • Lichenopyrenis • Peridiothelia • Splanchnonema • Pleomassaria)
Familia Pleosporaceae
Géneros (Cochliobolus • Crivellia • Decorospora • Extrawettsteinina • Kriegeriella • Lewia • Macrospora • Platysporoides • Pleospora • Pseudoyuconia • Pyrenophora • Setosphaeria • Zeuctomorpha)
Familia Sporormiaceae
Géneros (Chaetopreussia • Pleophragmia • Preussia • Sporormia • Sporormiella • Spororminula • Westerdykella (=Eremodothis) (=Pycnidiophora))
Familia Teichosporaceae
Géneros (Chaetomastia • Immothia • Loculohypoxylon • Sinodidymella • Teichospora)
Familia Testudinaceae
Géneros (Lepidosphaeria • Neotestudina • Testudina • Ulospora)
Familia Tetraplosphaeriaceae
Géneros (Polyplosphaeria • Tetraplosphaeria • Triplosphaeria)
Familia Venturiaceae
Géneros (Acantharia • Antennularia • Apiosporina • Arkoola • Atopospora • Botryostroma • Caproventuria • Coleroa • Crotone • Dibotryon • Gibbera • Lasiobotrys • ?Lineostroma • Metacoleroa • Phaeocryptopus • Phragmogibbera • ?Polyrhizon • Pseudoparodiella • Pyrenobotrys • Rhizogene • Rosenscheldiella • Sivanesaniella • Trichodothella • Trichodothis • Uleodothis • Venturia • Xenomeris)
Familia Zopfiaceae
Géneros (Caryospora • Celtidia • ?Coronopapilla • ?Halotthia • Pontoporeia • ?Rechingeriella • Richonia • Zopfia • Zopfiofoveola)
Orden Pleosporales, géneros incertae sedis
Géneros(Anteaglonium • Ascorhombispora • Astrosphaeriella • Atradidymella • Falciformispora • Halomassarina • Ostropella • Platystomum • Shiraia • Tingoldiago • Trematosphaeria • Xenolophium)
Subclase Pleosporomycetidae, géneros incertae sedis (Farlowiella • Hysterographium)
Clase Dothideomycetes, órdenes incertae sedis
Orden Acrospermales
Familia Acrospermaceae
Géneros (Acrospermum • Oomyces)
Orden Botryosphaeriales
Familia Botryosphaeriaceae
Géneros (Auerswaldiella • Barriopsis • Botryosphaeria • Guignardia • Leptoguignardia • Neodeightonia • Phaeobotryon • Phaeobotryosphaeria • Saccharata • Sivanesania • Spencermartinsia)
Orden Hysteriales
Familia Hysteriaceae
Géneros (Actidiographium • Gloniella • Gloniopsis • Hysterium • Hysterobrevium • Hysterocarina • ?Hysteroglonium • ?Hysteropatella • Oedohysterium • Ostreichnion • ?Pseudoscypha • Psiloglonium)
Orden Jahnulales
Familia Aliquandostipitaceae
Géneros (Aliquandostipite • Jahnula • ?Megalohypha • Patescopora
Orden Jahnulales géneros incertae sedis
Género (Manglicola)
Orden Mytilinidiales
Familia Gloniaceae
Género (Glonium)
Familia Mytilinidiaceae
Géneros (Actidium • Lophium • Mytilinidion • Ostreola • Quasiconcha • Zoggium)
Orden Patellariales
Familia Patellariaceae
Géneros (Baggea • Banhegyia • ?Endotryblidium • Holmiella • Lecanidiella • Lirellodisca • Murangium • Patellaria • Poetschia • Pseudoparodia • Rhizodiscina • Rhytidhysteron • Schrakia • Stratisporella • Tryblidaria)
Orden Trypetheliales
Familia Trypetheliaceae♦
Géneros (Aptrootia • Architrypethelium • Astrothelium • Campylothelium • Exiliseptum • Laurera • ?Mycomicrothelia • Polymeridium • ?Pseudopyrenula • ?Trypetheliopsis (=Musaespora) • Trypethelium)
Familia Dothideomycetes, familias incertae sedis
Familia Argynnaceae
Géneros (Argynna • Lepidopterella)
Familia Arthopyreniaceae♦
Géneros (Arthopyrenia • Athrismidium)
Familia Ascoporiaceae
Género (Pseudosolidum)
Familia Asterinaceae
Géneros (Allothyrium • Anariste • Aphanopeltis • Asterina • Asterodothis • Asterolibertia • Asterotexis • ?Aulographina • Batistinula • Cirsosia • Dothidasteromella • Echidnodella • Echidnodes • Eupelte • Halbania • Ischwaramyces • Lembosia • ?Lembosina • ?Lembosiopsis • Leveillella • Macowaniella • Meliolaster • ?Morenoina • Neostomella • Parasterinella • Parasterinopsis • ?Petrakina • Placoasterella • ?Placoasterina • Placosoma • Prillieuxina • Symphaster • Thyriopsis • Trichamelia • Trichasterina • Uleothyrium • Viegasia • Yamamotoa)
Familia Aulographaceae
Géneros (Aulographum • Polyclypeolina)
Familia Coccoideaceae
Géneros (Coccoidea • ?Coccoidella)
Familia Cookellaceae
Géneros (Cookella • Pycnoderma • Uleomyces)
Familia Corynesporascaceae
Género (Corynesporasca)
Familia Dacampiaceae
Géneros (?Aaosphaeria • Clypeococcum • ?Cocciscia • Dacampia • Eopyrenula • Kalaallia • Leptocucurthis • Munkovalsaria • Polycoccum • Pyrenidium • Weddellomyces )
Familia Englerulaceae
Géneros (Englerula • Goosia • Parenglerula • Rhizotexis• Rhytidenglerula • Schiffnerula• Thrauste)
Familia Eremomycetaceae
Géneros (Eremomyces • Rhexothecium)
Familia Euantennariaceae
Géneros (Euantennaria • Rasutoria • Strigopodia • Trichopeltheca)
Familia Fenestellaceae
Géneros (Fenestella • Lojkania)
Familia Leptopeltidaceae
Géneros (Dothiopeltis • Leptopeltis • ?Nannfeldtia • ?Phacidina • Ronnigeria • Staibia)
Familia Lichenotheliaceae
Géneros (Lichenostigma • Lichenothelia)
Familia Meliolinaceae
Género (Meliolina)
Familia Mesnieraceae
Géneros (Bondiella• ?Helochora • Mesniera • Stegasphaeria)
Familia Micropeltidaceae
Géneros (?Armata • Bonaria • Chaetothyrina • Clypeolina • Cyclopeltis • Dictyopeltella • Dictyopeltis • Dictyostomiopelta • Dictyothyriella • Dictyothyrina • Dictyothyrium • Hansfordiopsis • Haplopeltheca • Mendoziopeltis • Micropeltis • ?Mitopeltis • Muricopeltis • Polypedia • Stigmatodothis • Stigmatophragmia • Stomiopeltis • Stomiopeltopsis • Stomiotheca • Thyriodictyella)
Familia Microtheliopsidaceae♦ 
Género (Microtheliopsis)
Familia Microthyriaceae
Géneros (Actinomyxa • Actinopeltis • Arnaudiella • Asterinella • Asterinema • ?Asteritea • Asteronia • Byssopeltis • Calothyriopsis • Caribaeomyces • Caudella • ?Cirsosina • Cirsosiopsis • Cyclotheca • Dictyoasterina • Govindua • ?Helminthopeltis • ?Hidakaea • ?Hugueninia • ?Lembosiella • Lichenopeltella • Macrographa • Maublancia • Microthyrium • Muyocopron • Pachythyrium • Palawania • ?Petrakiopeltis • Phaeothyriolum • ?Phragmaspidium • Platypeltella • Polycyclinopsis • ?Polystomellina • ?Resendea • ?Sapucchaka • ?Scolecopeltidium • Seynesiella • Seynesiopeltis • ?Stegothyrium • ?Tothia • ?Trichopeltella • ?Trichopeltina • ?Trichopeltospora • ?Trichopeltum • Trichothyriella • Trichothyrinula • Trichothyriomyces • Trichothyriopsis • Trichothyrium • Xenostomella)
Familia Moriolaceae
Género (Moriola)
Familia Mycoporaceae
Género (Mycoporum)
Familia Naetrocymbaceae
Géneros (Jarxia • Leptorhaphis • Naetrocymbe • ?Tomasellia)
Familia Parmulariaceae
Géneros (Aldona • Aldonata • Aulacostroma • Campoa • Coccodothis • Cocconia • Cycloschizon • Cyclostomella • Dictyocyclus • Dothidasteroma • Englerodothis • Ferrarisia • ?Hemigrapha • Hysterostomella • Inocyclus • Kentingia • Kiehlia • Mintera • Pachypatella • Palawaniella • Parmularia • Parmulariopsella • Parmulariopsis • Parmulina • Perischizon • Polycyclina • Polycyclus • Protothyrium • Pseudolembosia • Rhagadolobium • Rhipidocarpon • Symphaeophyma • Thallomyces • Viegasiella)
Familia Parodiellaceae
Género (Parodiella)
Familia Parodiopsidaceae
Géneros (Alina • Balladyna • Balladynocallia • Balladynopsis • Chevalieropsis • Cleistosphaera • Dimeriella • Dimerium • Dysrhynchis • ?Hyalomeliolina • Leptomeliola • Neoparodia • Ophiomeliola • Ophioparodia • Parodiellina • Perisporiopsis • Pilgeriella • Scolionema • Stomatogene)
Familia Planistromellaceae
Géneros (Comminutispora • Eruptio • Loratospora • Microcyclus • Mycosphaerellopsis • Planistroma • Planistromella)
Familia Polystomellaceae
Géneros (Dothidella • Munkiella • ?Parastigmatea)
Familia Protoscyphaceae
Género (Protoscypha )
Familia Pseudoperisporiaceae
Géneros (?Aphanostigme • ?Bryochiton • ?Bryomyces • ?Epibryon • Episphaerella • Eudimeriolum • Eumela • Keratosphaera • Lasiostemma • Lizonia • Myxophora • Nematostigma • Nematostoma • ?Nematothecium • Neocoleroa • Ophiciliomyces • Phaeodimeriella • Phaeostigme • Phragmeriella • ?Pododimeria • Raciborskiomyces • Toroa)
Familia Pyrenotrichaceae
Géneros (?Cyanoporina • Pyrenothrix¡¡)
Familia Schizothyriaceae
Géneros (Amazonotheca • ?Chaetoplaca • Henningsiella • Hexagonella • Kerniomyces • Lecideopsella • Linopeltis • Mendogia • Metathyriella • Mycerema • ?Myriangiella • ?Neopeltella • ?Orthobellus • Plochmopeltis • Schizothyrium)
Familia Tubeufiaceae
Géneros (Acanthostigma • Acanthophiobolus • Acanthostigmella • Allonecte • ?Amphinectria • Boerlagiomyces • Byssocallis • Chaetocrea • Chaetosphaerulina • Glaxoa• Letendraeopsis • Malacaria • Melioliphila • Paranectriella • Podonectria • Puttemansia • Rebentischia • Taphrophila • Thaxteriella • ?Thaxteriellopsis • Thaxterina • Tubeufia • Uredinophila)
Familia Vizellaceae
Géneros (Blasdalea • Vizella)
Familia Dothideomycetes, géneros incertae sedis (?Achorella • Acrogenotheca • Allosoma • Amylirosa •Anthracostroma • Ascocoronospora • Ascominuta • ?Ascostratum • Belizeana • Biatriospora • Biciliopsis • Bifrontia • Botryohypoxylon • Brefeldiella • Brooksia • Bryopelta • Bryorella • Bryosphaeria • Bryostroma • Bryothele • Buelliella • Byssogene • Calyptra • Capillataspora • Capnodinula • Catinella • Catulus • Ceratocarpia • Cercidospora • Cerodothis • Coccochora • Chaetoscutula • ?Coccochorina • Colensoniella • ?Comesella • Crauatamyces • ?Cyrtidium • Cyrtidula • Cyrtopsis • Cystocoleus • Dangeardiella • Dawsomyces • Dawsophila • Dermatodothella • Dermatodothis • Dianesea • Didymocyrtidium • ?Didymocyrtis • Didymopleella • Diplochorina • Dolabra • Dothideopsella • Elmerinula • ?Endococcus • Epiphora • Extrusothecium • Flavobathelium • Gibberidea • Gilletiella • Globoa • Globulina • ?Gloeodiscus • Grandigallia • ?Griggsia • Harknessiella • Hassea • Heleiosa • Heptameria • Heterosphaeriopsis • Homostegia • Hyalocrea • Hyalosphaera • Hypobryon • Hysteropeltella • Hysteropsis • Karschia • Kirschsteiniothelia • Koordersiella • Kullhemia • Kusanobotrys • Lanatosphaera • Lazarenkoa • Lembosiopeltis • Leptospora • ?Leveillina • ?Licopolia • Lidophia • Limaciniopsis • Lineolata • ?Lophiosphaerella • Lopholeptosphaeria • Macrovalsaria • Maireella • Massariola • Microcyclella • Microdothella • Monoblastiopsis • Monoblastiopsis • Montagnella • Moriolomyces • Muellerites • Mycocryptospora • Mycodidymella • Mycoglaena • Mycopepon • Mycoporopsis • Mycothyridium • Myriangiopsis • Myriostigmella • Mytilostoma • Neopeckia • Neoventuria • Otthia • Paraliomyces • Parmulariella • Paropodia • Passeriniella • Passerinula • Peroschaeta • ?Phaeocyrtidula • Phaeoglaena • Phaeopeltosphaeria • ?Phaeosperma • Phaeotomasellia • Philobryon • Philonectria • Phragmoscutella • Phragmosperma • Phycorella • ?Physalosporopsis • ?Placodothis • Placostromella • Plagiostromella • Pleiostomellina • Plejobolus • ?Pleosphaerellula • Pleostigma • Pleotrichiella • Polysporidiella • Polystomellopsis • ?Propolina • Pseudodidymella • Pseudomorfea • Pseudonitschkia • Pseudopleospora • Pteridiospora • Punctillum • Pycnocarpon • ?Pyrenochium • Pyrenocyclus • Pyrenostigme • Racodium • Racovitziella • Rhopographus • ?Robillardiella • Rosellinula • Rosenscheldia • Roumegueria • Roussoellopsis • ?Salsuginea • Scolecobonaria • Semifissispora • Semisphaeria • Stuartella • Sympoventuria • ?Syrropeltis • Teichosporella • ?Teratoschaeta • Thalassoascus • ?Thelenidia • Thryptospora • ?Thyridaria • Thyrospora • Tilakiella•Tirisporella•Tomeoa•Tremateia•Trematosphaeriopsis•Tyrannosorus•Valsaria•Vizellopsis • Westea • Wettsteinina • ?Xylopezia • Yoshinagella)
Clase Eurotiomycetes
Subclase Chaetothyriomycetidae
Orden Chaetothyriales
Familia Chaetothyriaceae
Géneros (Actinocymbe • Ceramothyrium • Chaetothyriomyces • Chaetothyrium • Euceramia • Microcallis • Phaeosaccardinula • Treubiomyces • Yatesula)
Familia Herpotrichiellaceae
Géneros (Capronia • ?Pleomelogramma)
Orden Pyrenulales
Familia Celotheliaceae
Género (Celothelium)
Familia ?Monoblastiaceae♦
Géneros (Acrocordia • Anisomeridium • Caprettia(=Porinella) (=Porinula) • Monoblastia)
Familia Pyrenulaceae♦
Géneros (Acrocordiella • Anthracothecium • Clypeopyrenis • Distopyrenis • Granulopyrenis • ?Lacrymospora • Lithothelium • Mazaediothecium • Parapyrenis • Polypyrenula • Pyrenographa • Pyrenowilmsia • Pyrenula • Pyrgillus • Sulcopyrenula)
Familia Requienellaceae
Géneros ('Mauritiana • Requienella)
Orden Pyrenulales, géneros incertae sedis (Asteroporum • ?Blastodesmia • Heufleridium • Micromma • Mycoporum • ?Porodothion • ?Porothelium • Rhaphidicyrtis • ?Stromatothelium • Xenus)
Orden Verrucariales
Familia Adelococcaceae
Géneros (Adelococcus • Sagediopsis)
Familia Verrucariaceae♦
Géneros (Agonimia • Anthracocarpon • Atla • Awasthiella • Bagliettoa  •Bellemerella • ?Bogoriella • Catapyrenium • Clauzadella • Clavascidium • Dermatocarpella • Dermatocarpon • Diederimyces • Endocarpon • Flakea • ?Glomerilla • ?Haleomyces • Henrica • Heterocarpon • Heteroplacidium • Hydropunctaria • Involucropyrenium • Lauderlindsaya • Leucocarpia • Merismatium • Muellerella • Mycophycias • Neocatapyrenium • Norrlinia • Parabagliettoa • ?Phaeospora • Phylloblastia (=Pocsia) • Placidiopsis • Placidium • Placocarpus • Placopyrenium • Placothelium • ?Plurisperma • Polyblastia • Psoroglaena • Rhabdopsora • Scleropyrenium • Servitia • ?Spheconisca • Sporodictyon • Staurothele • Telogalla • Thelidiopsis • Thelidium • Trimmatothele • ?Trimmatothelopsis • Verrucaria (=Trimmatothele) • Verrucula • Verruculopsis • Wahlenbergiella)
Orden Verrucariales, géneros incertae sedis (?Kalbiana • Gemmaspora)
Subclase Chaetothyriomycetidae, familias incertae sedis
Familia Rhynchostomataceae
Géneros (Rhynchostoma • ?Rhynchomeliola)
Familia Strigulaceae♦
Géneros (?Oletheriostrigula • Strigula')
Familia Chaetothyriomycetidae, géneros incertae sedis (Glyphium • Moristroma)
Subclase Eurotiomycetidae
Orden Coryneliales
Familia Coryneliaceae
Géneros (Bicornispora • Caliciopsis • Corynelia • ?Coryneliopsis • Coryneliospora • Fitzpatrickella • Lagenulopsis • Tripospora)
Familia Eremascaceae
Género (Eremascus)
Orden Eurotiales
Familia Elaphomycetaceae
Géneros (Elaphomyces • Pseudotulostoma)
Familia Monascaceae
Géneros (Monascus • ?Xeromyces)
Familia Trichocomaceae
Géneros (Byssochlamys• Chaetosartorya • ?Chaetotheca • Chromocleista • Cristaspora • Dactylomyces • Dendrosphaera • Dichlaena • Dichotomomyces • Edyuillia • Emericella • Erythrogymnotheca • Eupenicillium • Eurotium • Fennellia • Hemicarpenteles • Neocarpenteles • Neopetromyces • Neosartorya • Penicilliopsis • Petromyces • Sagenoma • Talaromyces • Thermoascus • Trichocoma • Warcupiella)
Familia Onygenales  (=Arachnomycetales)(=Ascosphaerales)
Familia Ajellomycetaceae
Género (Ajellomyces)
Familia Arachnomycetaceae
Género (Arachnomyces)
Familia Arthrodermataceae
Géneros (Arthroderma • Ctenomyces • Shanorella)
Familia Ascosphaeraceae
Géneros (Arrhenosphaera • Ascosphaera • Bettsia)
Familia Gymnoascaceae
Géneros (Acitheca• Arachniotus • Gymnascella • Gymnoascoideus • Gymnoascus • Kraurogymnocarpa • Mallochia • Narasimhella • Orromyces)
Familia Onygenaceae
Géneros (Amauroascus • Aphanoascus • Apinisia • Arachnotheca • Ascocalvatia • Auxarthron • Bifidocarpus • Byssoonygena • Chlamydosauromyces • Leucothecium • Monascella • Nannizziopsis • Neoarachnotheca • Neogymnomyces • Onygena • Pectinotrichum • Polytolypa • ?Pseudoamauroascus • Renispora • Spiromastix • Testudomyces • Uncinocarpus • Xanthothecium)
Familia Eurotiomycetidae, géneros incertae sedis (Amaurascopsis • Azureothecium • Calyptrozyma • Leiothecium • Paratalaromyces • ?Pisomyxa • ?Samarospora • Veronaia)
Subclase Mycocaliciomycetidae
Orden Mycocaliciales
Familia Mycocaliciaceae
Géneros (Chaenothecopsis • Mycocalicium • Phaeocalicium • Stenocybe)
Familia Sphinctrinaceae
Géneros (Pyrgidium • Sphinctrina)
Clase Geoglossomycetes
Orden Geoglossales
Familia Geoglossaceae
Géneros (Geoglossum • Sarcoleotia • Trichoglossum)
Clase Laboulbeniomycetes
Orden Laboulbeniales
Familia Ceratomycetaceae
Géneros (Autoicomyces • Ceratomyces • Drepanomyces • Eusynaptomyces • Helodiomyces•Phurmomyces •Plectomyces • Rhynchophoromyces • Synaptomyces • Tettigomyces • Thaumasiomyces • Thripomyces)
Familia Euceratomycetaceae
Géneros (Cochliomyces • Colonomyces • Euceratomyces • Euzodiomyces • Pseudoecteinomyces)
Familia Herpomycetaceae
Género (Herpomyces)
Familia Laboulbeniaceae
Géneros (Acallomyces • Acompsomyces • Acrogynomyces • Amorphomyces •Amphimyces • Apatelomyces • Apatomyces • Aphanandromyces • Aporomyces • Arthrorhynchus • Asaphomyces • Autophagomyces • Balazusia • Benjaminiomyces • Blasticomyces • Botryandromyces •Camptomyces • Cantharomyces • Capillistichus • Carpophoromyces • Cesariella • Chaetarthriomyces •Chaetomyces • Chitonomyces • Clematomyces • Clonophoromyces • Columnomyces • Compsomyces • Coreomyces • Corethromyces • Corylophomyces • Cryptandromyces • Cucujomyces • Cupulomyces •Dermapteromyces • Diandromyces • Diaphoromyces • Diclonomyces • Dimeromyces • Dimorphomyces •Dioicomyces • Diphymyces • ?Diplomyces • Diplopodomyces • Dipodomyces • Distolomyces • Dixomyces •Ecteinomyces • Enarthromyces • Eucantharomyces • Euhaplomyces • Eumisgomyces • Eumonoicomyces • Euphoriomyces • Fanniomyces • Filariomyces • Gloeandromyces • Haplomyces • Hesperomyces • Histeridomyces •Homaromyces • Hydraeomyces • Hydrophilomyces • Idiomyces • Ilyomyces • Ilytheomyces • Kainomyces • Kleidiomyces • Kruphaiomyces • Kyphomyces • Laboulbenia • Limnaiomyces • Majewskia • Meionomyces • Microsomyces • Mimeomyces • Misgomyces • Monandromyces • Monoicomyces •Nanomyces • Neohaplomyces • Nycteromyces • Ormomyces • Osoriomyces • Parvomyces • Peyerimhoffiella • Peyritschiella • Phalacrichomyces • Phaulomyces  • Picardella • Polyandromyces • Polyascomyces •Porophoromyces • Prolixandromyces • Pselaphidomyces • Rhachomyces • Rhipidiomyces • Rhizomyces •Rhizopodomyces • Rickia • Rossiomyces • Sandersoniomyces • Scalenomyces • Scaphidiomyces • Scelophoromyces•Scepastocarpus • Siemaszkoa • Smeringomyces • Sphaleromyces • Stemmatomyces • Stichomyces • Stigmatomyces • Sugiyamaemyces • Symplectromyces • Sympodomyces • Synandromyces •Tavaresiella • Teratomyces • Tetrandromyces • Trenomyces • Triainomyces • Triceromyces•Trochoideomyces•Troglomyces • Zeugandromyces • Zodiomyces)
Orden Pyxidiophorales
Familia Pyxidiophoraceae
Géneros (Mycorhynchidium • Pyxidiophora)
Familia Laboulbeniomycetes, género incertae sedis (?Laboulbeniopsis)
Clase Lecanoromycetes
Subclase Acarosporomycetidae
Orden Acarosporales
Familia Acarosporaceae
Géneros (Acarospora (=Polysporinopsis) • Glypholecia • Lithoglypha • Pleopsidium • Polysporina • Sarcogyne • Thelocarpella)
Subclase Ostropomycetidae
Orden Agyriales
Familia Agyriaceae♦
Género (Agyrium)
Orden Baeomycetales
Familia Baeomycetaceae♦
Géneros (Ainoa • Baeomyces • Phyllobaeis)
Familia Anamylopsoraceae♦
Género (Anamylopsora)
Familia Trapeliaceae
Géneros (Amylora • Aspiciliopsis • Coppinsia • Lignoscripta • Lithographa • Orceolina • Placopsis • Placynthiella • Ptychographa • Rimularia • Sarea • Trapelia • Trapeliopsis • Xylographa)
Orden Ostropales (=Graphidales) (=Gyalectales) (=Trichotheliales)
Familia Coenogoniaceae
Géneros (Coenogonium • Dimerella )
Familia Gomphillaceae (=Solorinellaceae)♦
Géneros (Actinoplaca • Aderkomyces • Aplanocalenia • Arthotheliopsis • Asterothyrium • Aulaxin • Calenia • Caleniopsis • Diploschistella • Echinoplaca • Ferraroa • Gomphillus • Gyalectidium • Gyalidea  (=Solorinella) • Gyalideopsis • Hippocrepidea • Jamesiella • Lithogyalideopsis • Paratricharia • Phyllogyalidea • ?Psorotheciopsis • Rolueckia • Rubrotricha • ?Sagiolechia • Tricharia )
Familia Graphidaceae (=Thelotremataceae)♦
Géneros (Acanthothecis • Acanthotrema • Amazonotrema • Anomalographis • Anomomorpha • Carbacanthographis • Chapsa • Chroodiscus • Diaphorographis • Diorygma • Diploschistes • Dyplolabia • Fibrillithecis • Fissurina • Glyphis • Graphis • Gymnographa • Gymnographopsis • Gyrotrema • Hemithecium • Ingvariella • Kalbographa • Leptotrema • Leucodecton • Melanotopelia • Melanotrema • Myriotrema • Nadvornikia • Ocellularia (=Ampliotrema) • Pallidogramme • Phaeographina • Phaeographis • ?Phaeotrema • Platygramme • Platygrapha • Platythecium • Polistroma • Pseudoramonia • Redingeria • Reimnitzia • Sarcographa • Schistophoron • Schizotrema • Stegobolus • Thalloloma • Thecaria • Thelotrema • Topeliopsis • Tremotylium)
Familia Gyalectaceae♦
Géneros (?Belonia • ?Bryophagus • Cryptolechia • Gyalecta • Pachyphiale • Ramonia • ?Sarcoexcipula • Semigyalecta)
Familia Myeloconidaceae
Género (Myeloconis)
Familia Odontotremataceae
Géneros (Bryodiscus • Coccomycetella • Geltingia • Odontotrema • Odontura • Paralethariicola • Paschelkiella • Potriphila • Rogellia • Stromatothecia • Thamnogalla • Tryblis • Xerotrema)
Familia Phaneromycetaceae
Género (?Phaneromyces)
Familia Phlyctidaceae♦
Géneros (Phlyctis • Psathyrophlyctis)
Familia Porinaceae♦
Géneros (Clathroporina • Polycornum • Porina • Segestria • Trichothelium)
Familia Stictidaceae♦
Géneros (Absconditella • Acarosporina • Biostictis • Carestiella • Conotremopsis • Cryptodiscus • Cyanodermella • ?Delpontia • Lillicoa • Nanostictis • Ostropa • ?Petractis • ?Propoliopsis • Robergea • Schizoxylon • Stictis • ?Stictophacidium • ?Thelopsis • ?Topelia)
Orden Ostropales, géneros incertae sedis
Géneros (Amphorothecium • ?Leucogymnospora • Malvinia • ?Phaeographopsis • Platygraphopsis • ?Xyloschistes )
Orden Pertusariales
Familia Coccotremataceae
Géneros (Coccotrema Parasiphula)
Familia Icmadophilaceae
Géneros (Dibaeis •Endocena • Icmadophila • Pseudobaeomyces • Siphula • Siphulella • Thamnolia' )
Familia Megasporaceae♦
Géneros (Aspicilia • Lobothallia • Megaspora )
Familia Ochrolechiaceae
Géneros (Ochrolechia • Varicellaria )
Familia Pertusariaceae♦
Géneros (Loxosporopsis • Pertusaria • ?Thamnochrolechia )
Subclase Ostropomycetidae, familias incertae sedis Arctomiaceae • Gregorella • Wawea)
Familia ?Arthrorhaphidaceae♦ 
Género Arthrorhaphis 
Familia Hymeneliaceae
Géneros (Eiglera • Hymenelia • Ionaspis • ?Melanolecia • Tremolecia )
Familia Protothelenellaceae♦
Géneros (Mycowinteria • Protothelenella • Thrombium)
Familia Sarrameanaceae (=Loxosporaceae ) 
Géneros (Loxospora • Sarrameana )
Familia Schaereriaceae
Género (Schaereria)
Familia Thelenellaceae♦
Géneros (?Chromatochlamys • Julella • Thelenella' )
Subclase Ostropomycetidae, géneros incertae sedis
Géneros (Anzina • ?Aspilidea)
Subclase Lecanoromycetidae
Orden Lecanorales
Familia Biatorellaceae♦
Género (Biatorella )
Familia Calycidiaceae♦ 
Género (Calycidium)
Familia Catillariaceae♦ 
Géneros (Austrolecia • Catillaria • Halecania • Placolecis • Solenopsora • Sporastatia •Xanthopsorella )
Familia Cladoniaceae (=Heterodeaceae) (=Cetradoniaceae) ♦
Géneros (Calathaspis • Carassea • Cetradonia • Cladia • Cladonia • Gymnoderma • Heterodea • Heteromyces • Metus • Myelorrhiza • Notocladonia • Pilophorus • Pycnothelia • Sphaerophoropsis • Squamella • Thysanothecium)
Familia Crocyniaceae♦ 
Género (Crocynia)
Familia Dactylosporaceae♦
Género (Dactylospora)
Familia Gypsoplacaceae♦ 
Género (Gypsoplaca)
Familia Haematommataceae♦
Género (Haematomma)
Familia Lecanoraceae♦ 
Géneros (Arctopeltis • Bryonora • Bryodina • ?Calvitimela • Carbonea • Cladidium • ?Claurouxia • Clauzadeana • Edrudia • Japewiella • Lecanora  (=Diomedella)(= Protoparmeliopsis) • Lecidella • Maronina • Miriquidica • Myrionora • Psorinia • Punctonora • ?Pycnora • Pyrrhospora • ?Ramalinora • Ramboldia • Rhizoplaca • Sagema • Sipmaniella • Traponora • Tylothallia • Vainionora)
Familia Megalariaceae♦ 
Géneros (Catillochroma • Megalaria • Tasmidella )
Familia Miltideaceae♦ 
Género (Miltidea)
Familia Mycoblastaceae♦ 
Géneros (Mycoblastus • Tephromela)
Familia Pachyascaceae♦
Género (Pachyascus)
Familia Parmeliaceae ( =Anziaceae)♦ 
Géneros (Ahtiana • Alectoria (=Gowardia) • Allantoparmelia • Allocetraria (= Usneocetraria) • Anzia • Arctocetraria • Arctoparmelia • Asahinea • Brodoa • Bryocaulon • Bryoria • Bulborrhizina • Bulbothrix  (= Bulbotrichella) • Canoparmelia • Cavernularia • Cetraria • Cetrariastrum • Cetrariella • Cetrariopsis • Cetrelia • Cetreliopsis • Coelocaulon • Coelopogon • Cornicularia • Coronoplectrum • Dactylina • Davidgallowia • Esslingeriana • Evernia • Everniastrum • Everniopsis • Flavocetraria • Flavocetrariella • Flavoparmelia • Flavopunctelia • Himantormia (= Nimisia) • Hypogymnia • Hypotrachyna • Imshaugia • Kaernefeltia • Karoowia • Letharia • Lethariella • Masonhalea • Melanelia • Melanelixia • Melanhalea • Menegazzia • Myelochroa • Neopsoromopsis • Nephromopsis (= Tuckneraria) • Nesolechia • Nodobryoria • Omphalodiella • Omphalodium • Omphalora • Oropogon • Pannoparmelia • Parmelaria • Parmelia • Parmelina• Parmelinella • Parmelinopsis • Parmeliopsis • Parmotrema • Parmotremopsis • Phacopsis • Placoparmelia • Platismatia • Pleurosticta • Protoparmelia • Protousnea • Pseudephebe • Pseudevernia • Pseudoparmelia • Psiloparmelia • Psoromella • Punctelia • Relicina • Relicinopsis • Sulcaria • Tuckermanella • Tuckermannopsis • Usnea (=Dolichousnea)(=Eumitria)(=Neuropogon) • Vulpicida • Xanthoparmelia (=Almbornia)(=Neofuscelia)(=Chondropsis)(=Namakwa)(=Paraparmelia)(=Xanthomaculina))
Familia Pilocarpaceae♦ 
Géneros (Badimia • Badimiella • Bapalmuia • Barubria • Biflavia • Brasilicia • Bryogomphus • Byssolecania • Byssoloma • Calopadia • Calopadiopsis • Fellhanera • Fellhaneropsis • Kantvilasia • Lasioloma • Leimonis • Lobaca • Loflammia • Loflammiopsis • Logilvia • ?Lopadium • Malcolmiella • Micarea • Pseudocalopadia • Psilolechia • Scutula • Septotrapelia • Sporopodiopsis • Sporopodium • Szczawinskia  (=Uluguria) • ?Tapellaria • Tapellariopsis)
Familia Psoraceae♦
Géneros (Eremastrella • Glyphopeltis • Protoblastenia • ?Protomicarea • Psora • Psorula)
Familia Ramalinaceae (=Bacidiaceae)♦ 
Géneros (Aciculopsora • Adelolecia • Arthrosporum • Bacidia • Bacidina • Bacidiopsora • Biatora • Catinaria • Cenozosia • Cliostomum • Compsocladium • Crustospathula • Echidnocymbium • Eungeniella • Frutidella • Heppsora • Herteliana • Japewia • Jarmania • Krogia • Lecania • Lopezaria • Lueckingia • Niebla • Phyllopsora (=Squamacidia)(=Triclinum) • Physcidia • Ramalina • Ramalinopsis • Rolfidium • Schadonia • Speerschneidera • Stirtoniella • Thamnolecania • Tibellia • Toninia • Toniniopsis • Vermilacinia • Waynea)
Familia Scoliciosporaceae♦ 
Géneros (Scoliciosporum • ?Umushamyces)
Familia Sphaerophoraceae♦ 
Géneros (Austropeltum • Bunodophoron • Leifidium • Neophyllis • Sphaerophorus)
Familia Stereocaulaceae♦ 
Géneros (Hertelidea • Lepraria • Stereocaulon (=Lachnocaulon)(=Muhri) • Squamarina • Xyleborus )
Orden Lecanorales, géneros incertae sedis
Géneros (Joergensenia • Myelochroidea • Puttea • Ramalea • Speerschneidera • Strangospora )
Orden Peltigerales
Familia Collematineae
Familia Coccocarpiaceae
Géneros (Coccocarpia • Peltularia • Spilonema • Spilonemella • Steinera )
Familia Collemataceae
Géneros (Collema • Homothecium • Leciophysma • Leightoniella • Leptogium • Physma • Ramalodium • Staurolemma)
Familia Pannariaceae
Géneros (Austrella • Degelia • Degeliella • Erioderma • Fuscoderma • Fuscopannaria • Kroswia • Leioderma • Lepidocollema • Moelleropsis • Pannaria • Parmeliella • Protopannaria • Psoroma • Psoromidium • Santessoniella • Siphulastrum • Vahliella )
Familia Placynthiaceae♦
Géneros (Hertella • Koerberia • Leptochidium • Placynthiopsis • Placynthium • ?Polychidium • Vestergrenopsis )
Suborden Peltigerineae
Familia Lobariaceae♦
Géneros (Dendriscocaulon • Lobaria (=Lobariella) • Pseudocyphellaria • Sticta )
Familia Nephromataceae♦
Género (Nephroma)
Familia Peltigeraceae♦
Géneros (Peltigera • Solorina)
Suborden Peltigerineae, géneros incertae sedis
Género (Massalongia)
Orden Teloschistales
Familia Letrouitiaceae♦
Género (Letrouitia)
Familia Megalosporaceae
Géneros (?Austroblastenia • Megaloblastenia •Megalospora )
Familia Physciaceae (=Caliciaceae)
Géneros (Acolium • Acroscyphus • Amandinea • Anaptychia • Australiaena • Buellia • Calicium • Coscinocladium • Cratiria • ?Culbersonia • Cyphelium • Dermatiscum • Dermiscellum • Dimelaena • Diploicia • Diplotomma • Dirinaria • Gassicurtia • Hafellia • Heterodermia • Hyperphyscia • Hypoflavia • Mischoblastia • Mobergia • Monerolechia • Phaeophyscia • Phaeorrhiza • Physcia • Physciella • Physconia • Pyxine • ?Redonia • Rinodina • Rinodinella • Santessonia • ?Sculptolumina • Stigmatochroma • ?Sphinctrinopsis • Tetramelas • Texosporium • Thelomma • Tholurna • Tornabea • ?Tylophoropsis )
Familia Teloschistaceae♦
Géneros (Caloplaca • Cephalophysis • Fulgensia • Huea • Ioplaca • Josefpoeltia • Seirophora • Teloschistes • Xanthodactylon • Xanthomendoza • Xanthopeltis • Xanthoria (=Jackelixia)(=Ovealmbornia)(=Xanthokarroa))
Familia Lecanoromycetidae, familias incertae sedis
Familia Brigantiaeaceae
Géneros (?Argopsis • Brigantiaea )
Familia Elixiaceae♦
Géneros (Elixia • Meridianelia )
Familia Fuscideaceae♦
Géneros (Fuscidea • Hueidia • ?Lettauia • ?Maronea • ?Orphniospora)
Familia Lecideaceae (=Porpidiaceae)
Géneros (Amygdalaria • Bahianora • Bellemerea • Catarrhospora • Cecidonia • Clauzadea • Cryptodictyon • Farnoldia • Immersaria • Koerberiella • Labyrintha • Lecidea • Lecidoma • Lopacidia • Mycobilimbia • Pachyphysis • Paraporpidia • Poeltiaria • Poeltidea • Porpidia • ?Pseudopannaria • ?Rhizolecia • Romjularia • Schizodiscus • ?Steinia • Stephanocyclos • Xenolecia )
Familia Ophioparmaceae (= Rhizoplacopsidaceae) 
Géneros (Boreoplaca (= Rhizoplacopsis) • Ophioparma • Hypocenomyce)
Familia Rhizocarpaceae
Géneros (?Catolechia • ?Epilichen • Poeltinula • Rhizocarpon)
Familia Ropalosporaceae
Género (Ropalospora)
Clase Lecanoromycetes, órdenes incertae sedis
Orden Candelariales
Familia Candelariaceae
Géneros (Candelaria•Candelariella•Candelina•Placomaronea)
Orden Umbilicariales
Familia Umbilicariaceae♦
Géneros (Lasallia•Umbilicaria )
Subclase Lecanoromycetes, genera incertae sedis
Géneros (Auriculora•Bartlettiella •Biatoridium •Bilimbia •Botryolepraria•Bouvetiella •Buelliastrum •Collolechia•?Corticifraga•Corticiruptor•?Eschatogonia•?Haploloma•Helocarpon•Hosseusia •Korfiomyces •Leprocaulon•Maronella •Mattickiolichen •Nimisiostella •Notolecidea •Piccolia •Podotara •?Psorotichiella •?Ravenelula •Roccellinastrum •?Stenhammarella •Timdalia•Umbilithecium )
Clase Leotiomycetes
Orden Cyttariales
Familia Cyttariaceae
Género (Cyttaria )
Orden Erysiphales
Familia Erysiphaceae
Géneros (Arthrocladiella •Blumeria•Brasiliomyces •Bulbomicrosphaera •Bulbouncinula •Caespitotheca •Cystotheca •Erysiphe•Golvinomyces •Leveillula •Medusosphaera •Microsphaera •Neoerysiphe •Parauncinula•Phyllactinia •Pleochaeta •Podosphaera •Sawadaea•Setoerysiphe •Sphaerotheca •Typhulochaeta •Uncinula •Uncinuliella •Helotiales (=Leotiales))
Familia ?Ascocorticiaceae
Géneros (Ascocorticium •Bulgariaceae •Bulgaria •Holwaya )
Familia Dermateaceae
Géneros (Aivenia •Angelina •Ascluella •Atropellis •Belonopsis•Blumeriella•Calloria •Calloriella •Calycellinopsis •Cashiella •Cejpia •Chaetonaevia •Chlorosplenium •Coleosperma •Coronellaria •Crustomollisia •Cryptohymenium •Dennisiodiscus •Dermateopsis •Dermea •Dibeloniella •Diplocarpa •Diplocarpon •Diplonaevia •Discocurtisia •Discohainesia •Drepanopeziza •Duebenia •Durandiella •Eupropolella•Felisbertia •Graddonia •Haglundia •Hysteronaevia •Hysteropezizella •Hysterostegiella •Involucroscypha •Laetinaevia •Leptotrochila •Micropeziza •Mollisia •Naevala •Naeviella •Naeviopsis•Neofabraea •Neotapesia •Nimbomollisia •Niptera •Nothophacidium •Obscurodiscus•Obtectodiscus •Ocellaria •Patellariopsis •Patinella •Pezicula •Pezolepis •Phaeomollisia •Phaeonaevia •Pirottaea •Pleoscutula •Ploettnera •Podophacidium •Pseudonaevia •Pseudoniptera •Pseudopeziza •Pyrenopeziza •Sarconiptera •Schizothyrioma •Scleropezicula •Scutobelonium •Scutomollisia •Sorokina •Sorokinella •Spilopodia •Spilopodiella •Trochila•Waltonia )
Familia Helotiaceae
Géneros (Allophylaria•Ameghiniella •Aquadiscula •Ascocalyx•Ascoclavulina•Ascocoryne •Ascotremella •Austrocenangium •?Banksiamyces •Belonioscyphella •Bioscypha •Bisporella •Bryoscyphus •Bulgariella•Bulgariopsis•?Calloriopsis•Capillipes •Carneopezizella•Cenangiopsis •Cenangium •Cenangiumella •Chlorociboria •Chloroscypha•Claussenomyces •Cordierites •Crocicreas •Crumenella •Crumenulopsis •Cudoniella•Dencoeliopsis•Dictyonia •Discinella •Encoeliopsis •Episclerotium •Erikssonopsis •Eubelonis •Gelatinodiscus •?Gelatinopsis •Gloeopeziza •Godronia •Godroniopsis •Gorgoniceps•Grahamiella •Gremmeniella •Grimmicola •Grovesia •Grovesiella •Heterosphaeria •Holmiodiscus •Hymenoscyphus •Jacobsonia•Metapezizella•Micraspis•?Micropodia •Mniaecia •Mollisinopsis •Mytilodiscus •Neocudoniella•Nipterella •Ombrophila •?Pachydisca•Parencoelia •Parorbiliopsis •Patinellaria•Pestalopezia•Phaeangellina •Phaeofabraea •Phaeohelotium •?Physmatomyces •Pocillum•Poculopsis•Polydiscidium •Pragmopora •Pseudohelotium•Pseudopezicula •Rhizocalyx •Roesleria •Sageria •Septopezizella •Skyathea •Stamnaria •Strossmayeria •Symphyosirinia •Tatraea •Thindiomyces •Tympanis•Unguiculariopsis •Velutarina •Weinmannioscyphus •Xeromedulla •Xylogramma )
Familia Hemiphacidiaceae
Géneros (Chlorencoelia •?Didymascella •Fabrella •Heyderia •Korfia•Rhabdocline •Sarcotrochila )
Familia Hyaloscyphaceae
Géneros (Albotricha •Amicodisca •Antinoa •?Arachnopeziza •Asperopilum •Austropezia •Belonidium•Betulina •Brunnipila •Bryoglossum •Calycellina •Calycina •Calyptellopsis •Capitotricha •Chrysothallus •Ciliolarina •?Ciliosculum •Cistella •Cistellina •Chimaeroscypha •Clavidisculum •Dasyscyphella •Dematioscypha •?Didonia •Dimorphotricha •Echinula •Eriopezia•Fuscolachnum•Fuscoscypha •Gemmina •Graddonidiscus •Hamatocanthoscypha •Hegermila•Hyalacrotes•Hyalopeziza•Hyaloscypha •Hydrocina •Hyphodiscus •Incrucipulum •Incrupila •Lachnellula •Lasiobelonium •Microscypha •Mollisina •Neodasyscypha •Olla •Otwaya•Parachnopeziza •Perrotia •Phaeoscypha •Pithyella •Polaroscyphus •Polydesmia •Proliferodiscus •Proprioscypha •?Protounguicularia •Psilachnum •Psilocistella •Pubigera •Remleria •Rodwayella •Roseodiscus •Tapesina •Unguicularia•Unguiculariella •Unguiculella•Urceolella •Velutaria •Venturiocistella)
Familia Lachnaceae
Géneros (Lachnaster •Lachnum  (=Dasyscyphus)•Solenopezia •Trichopeziza )
Familia Leotiaceae
Géneros (Geocoryne•Gelatinipulvinella •Leotia •Microglossum•Neobulgaria •Pezoloma  (=Rhizoscyphus))
Familia Loramycetaceae
Género (Loramyces)
Familia Phacidiaceae
Géneros (?Ascocoma •Lophophacidium •Phacidium)
Familia Rutstroemiaceae
Géneros (Lambertella•Lanzia•Piceomphale•Poculum •Rutstroemia •Scleromitrula )
Familia Sclerotiniaceae
Géneros (Asterocalyx •Botryotinia •Ciboria •Ciborinia •Coprotinia •Cudoniopsis •Dicephalospora •Dumontinia•Elliottinia •Encoelia •Grovesinia •Kohninia •Lambertellina•Martininia •Mitrula •Mitrulinia •Monilinia •?Moserella •Myriosclerotinia •Nervostroma•Ovulinia•Phaeosclerotinia •Poculina•Pseudociboria •Pycnopeziza •Redheadia •Sclerocrana •Sclerotinia •Seaverinia •Septotinia •Streptotinia •Stromatinia •Torrendiella •Valdensinia •Zoellneria )
Familia Vibrisseaceae
Géneros (Chlorovibrissea •Leucovibrissea•Vibrissea)
Orden Helotiales, géneros incertae sedis
Géneros (Adelodiscus •?Algincola •Ambrodiscus •Amylocarpus •Aquapoterium •?Ascographa •?Atrocybe •?Benguetia •?Capricola•?Cenangiopsis •?Chlorospleniella•Chondroderris •?Ciliella•?Comesia •?Cornuntum•?Criserosphaeria •Cryptopezia •Dawsicola •Didymocoryne •?Discomycella •Echinodiscus •Endoscypha •Gloeotinia•Helotiella •Hymenobolus •?Hyphoscypha •?Iridinea •Lachnea •Lahmiomyces •?Laricina •?Lasseria•?Lemalis•Livia •Llimoniella•?Lobularia •Loricella •Malotium •Masseea •?Melanopeziza •?Melanormia •Merodontis •Microdiscus •Midotiopsis •?Muscia •Muscicola •?Mycomelaena •?Mycosphaerangium •Myriodiscus •Naemacyclus•?Obconicum •?Orbiliopsis •?Orbiliopsis•?Parthenope •Peltigeromyces•?Pezomela •Phaeopyxis •?Phragmiticola •?Phyllopezis •Pleiopatella •?Polydiscina•Potridiscus •?Pseudolachnum•?Pseudopeltis•?Pseudotapesia •Pseudotryblidium •?Psilophana•?Psilothecium •?Pteromyces•Rhymbocarpus •?Riedera •?Rimula •?Robincola •?Roburnia •?Sambucina •Sarcomyces •?Schnablia •?Scutulopsis •Skyttea •Skyttella •?Solanella •?Spirographa •Starbaeckia •?Stilbopeziza•?Tanglella •?Themisia •Tovariella •Trichangium •Trichohelotium •?Tubolachnum •Urceola •Woodiella •Zugazaea)
Orden Rhytismatales
Familia Ascodichaenaceae
Géneros (Ascodichaena•Delpinoina•?Pseudophacidium)
Familia Cryptomycetaceae
Géneros (Cryptomyces•Macroderma•?Potebniamyces•Pseudorhytisma)
Familia Cudoniaceae
Géneros (Cudonia•Spathularia )
Familia Rhytismataceae
Géneros (Bifusella •Bifusepta•Bivallium •Canavirgella •Ceratophacidium •Cerion •Coccomyces •Colpoma •Criella •Davisomycella •Discocainia •Duplicaria •Duplicariella •Elytroderma •Hypoderma •Hypodermella •Hypohelion •Isthmiella •Lirula •Lophodermella •Lophodermium•Lophomerum •Marthamyces •Meloderma •Moutoniella •Myriophacidium •Nematococcomyces •Neococcomyces •Nothorhytisma •?Nymanomyces•Parvacoccum •Ploioderma •Propolis•Pureke •Rhytisma •Soleella •Sporomega •Terriera •Therrya •Triblidiopsis•Virgella•Vladracula•Xyloschizon •Zeus )
Orden Rhytismatales, géneros incertae sedis
Géneros (?Apiodiscus•?Bonanseja •Brunaudia •Cavaraella •?Didymascus •Gelineostroma•?Haplophyse•Heufleria •Hypodermellina •?Irydyonia •?Karstenia •?Laquearia •Lasiostictella•?Melittosporiella•Mellitiosporium•Metadothis •Neophacidium •Ocotomyces•Phaeophacidium•Propolidium•?Pseudotrochila •?Tridens)
Orden Thelebolales
Familia Thelebolaceae
Géneros (Antarctomyces •Ascophanus•Ascozonus •Caccobius•Coprobolus •Coprotiella •Coprotus •Dennisiopsis •Leptokalpion•Mycoarctium •Ochotrichobolus •Pseudascozonus •Ramgea •Thelebolus •Trichobolus )
Clase Leotiomycetes, familias incertae sedis
Familia Myxotrichaceae
Géneros (Byssoascus •Gymnostellatospora •Myxotrichum •Pseudogymnoascus )
Familia Thelocarpaceae♦
Géneros (Melanophloea •Sarcosagium •Thelocarpon )
Familia Vezdaeaceae
Género (Vezdaea )
Familia Leotiomycetes, genera incertae sedis 
Géneros (?Bagnisimitrula•?Darkera •?Hemiglossum •?Leucoglossum •?Maasoglossum •Nothomitra •?Pachycudonia•Phaeoglossum •Pseudomitrula )
Clase Lichinomycetes
Orden Lichinales
Familia Gloeoheppiaceae♦
Géneros (Gloeoheppia •Gudelia•Pseudopeltula)
Familia Heppiaceae♦
Géneros (Corynecystis •Epiphloea •Heppia •Pseudoheppia •Solorinaria )
Familia Lichinaceae♦
Géneros (Anema•Calotrichopsis •Cryptothele •Digitothyrea•Edwardiella •Ephebe •Euopsis •Finkia •Gonohymenia •Gyrocollema •Harpidium •Jenmania •Lecidopyrenopsis •Lemmopsis •Lempholemma •Leprocollema •Lichina •Lichinella •Lichinodium •?Mawsonia •Metamelaena •Paulia•Peccania•Phloeopeccania •Phylliscidiopsis •Phylliscidium •Phyllisciella •Phylliscum •Porocyphus •?Pseudarctomia •Pseudopaulia •Psorotichia•Pterygiopsis•Pyrenocarpon•Pyrenopsis•Stromatella•Synalissa•Thelignya•Thermutis•Thermutopsis •Thyrea •Zahlbrucknerella )
Familia Peltulaceae♦
Géneros (Neoheppia•Peltula•Phyllopeltula)
Clase Orbiliomycetes
Orden Orbiliales
Familia Orbiliaceae
Géneros (Hyalorbilia •Orbilia •Pseudorbilia )
Clase Pezizomycetes
Orden Pezizales
Familia Ascobolaceae
Géneros (Ascobolus •Cleistoiodophanus•Cubonia•Saccobolus •Thecotheus )
Familia Ascodesmidaceae
Géneros (Ascodesmis •Eleutherascus •Lasiobolus)
Familia Caloscyphaceae
Género (Caloscypha)
Familia Carbomycetaceae
Género (Carbomyces)
Familia Chorioactidaceae
Géneros (Chorioactis•Desmazierella•Neournula •Wolfina )
Orden Discinaceae
Géneros (Gymnohydnotrya•Gyromitra •Hydnotrya •Pseudorhizina)
Familia Glaziellaceae
Género (Glaziella )
Familia Helvellaceae
Géneros (Balsamia •Barssia •?Cidaris•Helvella•Picoa )
Familia Karstenellaceae
Género (Karstenella)
Familia Morchellaceae
Géneros (Disciotis •?Fischerula •Imaia •?Leucangium •Morchella •Verpa )
Familia Pezizaceae
Géneros (Amylascus•Boudiera •Cazia •Eremiomyces •Hapsidomyces •Hydnobolites •Hydnotryopsis •Iodophanus•Iodowynnea•Kalahartuber •Lepidotia •Marcelleina•Mattiroliomyces •Mycoclelandia•Pachyella•Pachyphloeus •Peziza•Plicaria •Rhodopeziza •Ruhlandiella •Sarcosphaera •Scabropezia •Sphaerozone •Terfezia •Tirmania )
Familia Pyronemataceae
Géneros (Acervus •Aleuria •Aleurina •Anthracobia •Aparaphysaria •Arpinia •Ascocalathium •Ascosparassis •Boubovia•Byssonectria •Boudierella •Chaetothiersia •Chalazion •Cheilymenia•Cleistothelebolus •Dictyocoprotus •Eoaleurina •Galeoscypha •Genea •Geneosperma •Geopora •Geopyxis •Gilkeya •Hiemsia •Humaria •Hydnocystis •Hypotarzetta •Jafnea •Kotlabaea •Lamprospora•Lasiobolidium •Lathraeodiscus •Lazuardia •Leucoscypha •Luciotrichus •Melastiza•Miladina •Moravecia •Mycogalopsis •Nannfeldtiella •Neottiella •Nothojafnea •Octospora •Octosporella •?Orbicula •Otidea (=Otideopsis)(=Flavoscypha)•Oviascoma•Parascutellinia •Paratrichophaea •Paurocotylis •Petchiomyces •Phaeangium •Pseudaleuria •Pseudombrophila •Pulvinula •Pyronema •Pyropyxis •Ramsbottomia •Rhizoblepharia •Rhodoscypha •Rhodotarzetta •Scutellinia •Smardaea•Smarodsia •Sowerbyella •Sphaerosoma •Sphaerosporella •Spooneromyces •Stephensia •Tazzetta•Tricharina •Trichophaea•Trichophaeopsis•Warcupia •Wenyingia •Wilcoxina )
Familia Rhizinaceae
Género (Rhizina)
Familia Sarcoscyphaceae
Géneros (Aurophora•Cookeina•Geodina •Kompsoscypha •Microstoma •Nanoscypha •Phillipsia •Pithya•Pseudopithyella •Sarcoscypha •Thindia•Wynnea )
Familia Sarcosomataceae
Géneros (Donadinia •Galiella •Korfiella•Plectania •Pseudoplectania•Sarcosoma •Selenaspora•?Strobiloscypha •Urnula )
Familia Tuberaceae
Géneros (Choiromyces •Dingleya•Labyrinthomyces •Paradoxa •Reddellomyces •Tuber )
Orden Pezizales, géneros ''incertae sedis
Géneros (Delastria •Discinella •Filicupula •Loculotuber •?Microeurotium •Orcadia •Psilopezia •Urceolaria)
Clase Sordariomycetes
Subclase Hypocreomycetidae
Orden Coronophorales
Familia Bertiaceae
Géneros (Bertia•Gaillardiella)
Familia Chaetosphaerellaceae
Géneros (Chaetosphaerella•Crassochaeta)
Familia Coronophoraceae
Género (Coronophora )
Familia Nitschkiaceae
Géneros (Acanthonitschkea• Biciliosporina• Botryola• Enchnoa• Fracchiaea• Groenhiella• Janannfeldtia• Lasiosphaeriopsis• Loranitschkia• Nitschkia• Rhagadostoma• Rhagadostomella)
Familia Scortechiniaceae
Géneros (Coronophorella• Cryptosphaerella• Euacanthe• Neofracchiaea• Scortechinia• Scortechiniella• Scortechiniellopsis• Tympanopsis)
Orden Hypocreales
Familia Bionectriaceae
Géneros (Aphanotria• Battarrina• Bionectria• Bryocentria• Bryonectria• Clibanites• Dimerosporiella• Globonectria• Halonectria•Heleococcum•Hydropisphaera• Ijuhya•Kallichroma•Lasionectria• Mycoarachis• Mycocitrus• Nectriella• Nectriopsis•Nigrosabulum• Ochronectria•Paranectria• Pronectria• Protocreopsis•Roumegueriella•Selinia•Stephanonectria•Stilbocrea•Trichonectria• Valsonectria )
Familia Clavicipitaceae
Géneros (Aciculosporium •Atkinsonella•Balansia•Berkellella •Cavimalum•Claviceps•Conoideocrella•Cordycepioideus•Epichloe•Epicrea•Helminthascus•Heteroepichloe•Hypocrella•Konradia•?Loculistroma•Metacordyceps•Moelleriella•Mycomalus•Myriogenospora•Neobarya•Neoclaviceps•Neocordyceps•Orbiocrella•Parepichloe•Podocrella (=Atricordyceps)(=Wakefieldiomyces)•Regiocrella•Romanoa•Samuelsia• Shimizuomyces• Sphaerocordyceps• Stereocrea)
Familia Cordycipitaceae
Géneros (Ascopolyporus•Cordyceps•Hyperdermium•Torrubiella )
Familia Hypocreaceae
Géneros (Aphysiostroma•Arachnocrea•Dialhypocrea (=Podostroma)•Hypocreopsis•Hypomyces•Protocrea•Pseudohypocrea•Rogersonia•Sarawakus•Sphaerostilbella•Sporophagomyces•?Syspastospora)
Familia Nectriaceae
Géneros (Albonectria•Allonectella•Calonectria•Calostilbe•?Chaetonectrioides•Corallomycetella•Cosmospora•Cyanonectria•Gibberella•Glionectria•Haematonectria•Lanatonectria•Leuconectria•Nectria•Nectricladiella•Neocosmospora•Neonectria •Ophionectria•?Persiciospora•Pleogibberella•Pseudonectria•Rubrinectria •Stalagmites •Viridispora •Xenocalonectria•Xenonectriella )
Familia Niessliaceae
Géneros (Atronectria •Circioniesslia•Cryptoniesslia•Hyaloseta•Malmeomyces •Melanopsamma •Melchioria •Miyakeomyces•Myrmaeciella •Niesslia•Paraniesslia•Pseudonectriella •Pseudorhynchia •Taiwanascus•Trichosphaerella•Valetoniella•Valetoniellopsis)
Familia Ophiocordycipitaceae
Géneros (Elaphocordyceps•Ophiocordyceps)
Orden Hypocreales, géneros incertae sedis
Géneros (Bulbithecium •Emericellopsis•Eucasphaeria•?Hapsidospora•Leucosphaerina•?Metadothella •Payosphaeria •Peethambara•Peloronectria•Pseudomeliola•Scopinella•Ticonectria•Tilakidium)
Orden Melanosporales
Familia Ceratostomataceae
Géneros (?Arxiomyces•?Erythrocarpon•Melanospora •?Pteridiosperma•?Pustulipora•?Rhytidospora•?Setiferotheca•Sphaerodes •?Vittatispora )
Orden Microascales  (=Halosphaeriales)
Familia Chadefaudiellaceae
Género (Chadefaudiella )
Familia Halosphaeriaceae
Géneros (Alisea •Aniptodera•Anisostagma •Antennospora •Appendichordella•Arenariomyces•Ascosacculus•Ascosalsum •Bathyascus•Bovicornua•Buxetroldia•Carbosphaerella•Ceriosporopsis•Chadefaudia•Corallicola•Corollospora•Cucullosporella•Falcatispora •Fluviatispora•Haligena •Halosarpheia•Halosphaeria•Halosphaeriopsis •Havispora •Iwilsoniella•Lanspora•Lautisporiopsis •Lignincola •Limacospora •Littispora•Luttrellia•Magnisphaera•Marinospora•Matsusphaeria •Moana •Morakotiella •Nais•Natantispora•Naufragella •Nautosphaeria•Neptunella•Nereiospora•Nimbospora •Nohea•Oceanitis •Ocostaspora•Okeanomyces•Ondiniella•Ophiodeira•Panorbis•Phaeonectriella•Pseudolignincola•Remispora•Saagaromyces•Sablicola •Thalassogena •Thalespora •Tirispora •Trailia •Trichomaris •Tunicatispora)
Familia Microascaceae
Géneros (Anekabeeja•Canariomyces •Enterocarpus •Kernia•Lophotrichus •Microascus •Petriella •Petriellopsis •Pseudallescheria )
Orden Microascales, géneros incertae sedis
Géneros (Ceratocystis•Cornuvesica •?Gondwanamyces •Sphaeronaemella •Viennotidia )
Familia Hypocreomycetidae, familias incertae sedis
Familia Glomerellaceae
Género (Glomerella)
Familia Plectosphaerellaceae
Género (Plectosphaerella)
Familia Hypocreomycetidae, géneros incertae sedis
Géneros (Ascocodinaea•Etheirophora•Flammispora•Juncigena•Porosphaerellopsis •Swampomyces •Torpedospora)
Subclase Sordariomycetidae
Orden Boliniales
Familia Boliniaceae
Géneros (Apiocamarops•Camaropella•Camarops •Cornipulvina•Endoxyla•Mollicamarops)
Orden Calosphaeriales
Familia Calosphaeriaceae
Géneros (Calosphaeria •Conidiotheca•Jattaea•?Kacosphaeria •Phragmocalosphaeria•?Sulcatistroma •Togniniella•?Wegelina)
Familia Pleurostomataceae
Géneros (Pleurostoma)
Orden Chaetosphaeriales
Familia Chaetosphaeriaceae
Géneros (Ascochalara•Australiasca•Chaetosphaeria (=Paragaeumannomyces)•Lecythothecium •Melanochaeta •Melanopsammella•Porosphaerella •Striatosphaeria •Tainosphaeria •Zignoella )
OrdenConiochaetales
Familia Coniochaetaceae
Géneros (Barrina•Coniochaeta (=Coniochaetidium)(=Ephemeroascus)(=Poroconiochaeta)•?Synaptospora)
OrdenDiaporthales
Familia Cryphonectriaceae
Géneros (Amphilogia•Celoporthe•Chrysoporthe•Cryphonectria •Endothia •Holocryphia •Microthia •Rostraureum )
Familia Diaporthaceae
Géneros (Apioporthella •Diaporthe •Leucodiaporthe •Mazzantia )
Familia Gnomoniaceae
Géneros (Ambarignomonia •Anisomyces •Apiognomonia •Bagcheea •Clypeoporthe •Cryptosporella (=Ophiovalsa)•Diaporthella •Diplacella •Ditopella •Ditopellopsis •Gnomonia •Gnomoniella•Gnomoniopsis •Mamiania•Mamianiella •Ophiognomonia •Phragmoporthe •Phylloporthe •Plagiostoma (=Cryptodiaporthe)•Pleuroceras (=Linospora)•Skottsbergiella •Valseutypella •Xenotypa )
Familia Melanconidaceae
Géneros (Botanamphora •Ceratoporthe •Cytomelanconis •Dicarpella •Dictyoporthe •Freminaevia •?Gibellia •Hypophloeda •Kensinjia •Macrodiaporthe •Massariovalsa •Mebarria •Melanamphora•Melanconis •Melogramma•Phragmodiaporthe•Plagiophiale •Plagiostigme•Prosthecium •Prostratus •Pseudovalsella•Wehmeyera •Wuestneia •Wuestneiopsis )
Familia Pseudovalsaceae
Género (Pseudovalsa)
Familia Schizoparmeaceae
Género (Schizoparme)
Familia Sydowiellaceae
Géneros (Chapeckia•Hapalocystis•?Lambro•Rossmania•Sillia•Stegophora •Sydowiella •?Uleoporthe )
Familia Togniniaceae
Género (Togninia (=Romellia))
Familia Valsaceae
Géneros (Amphiporthe •Apioplagiostoma •Chadefaudiomyces •Clypeoporthella •Cryptascoma •Ditopellina •Durispora •Hypospilina •Kapooria •Leptosillia •Leucostoma •Maculatipalma •Paravalsa •Phruensis•Valsa •Valsella )
Familia Vialaeaceae
Género (Vialaea)
Orden Diaporthales, géneros incertae sedis
Géneros (?Anisogramma•Anisomycopsis•Apiosporopsis•Caudospora•Chromendothia•Cryptoleptosphaeria•Cryptonectriella•Cryptonectriopsis•Diatrypoidiella•?Exormatostoma •Hercospora•Keinstirschia•Lollipopaia•Pachytrype•Pedumispora •Pseudocryptosporella•Pseudothis •Savulescua •?Sphaerognomoniella •Stioclettia•Thailandiomyces •?Trematovalsa •Vismya )
Orden Magnaporthales
Familia Magnaporthaceae
Géneros (Buergenerula•Ceratosphaerella (=Romellia)•Ceratosphaeria•Clasterosphaeria•Clavatisporella •Gaeumannomyces •?Herbampulla •Magnaporthe •Muraeriata•Omnidemptus•Ophioceras •Pseudohalonectria )
OrdenOphiostomatales
Familia Kathistaceae
Género (Kathistes )
Familia Ophiostomataceae
Géneros (Ceratocystiopsis•Fragosphaeria•Grosmannia•Klasterskya•Ophiostoma •Spumatoria•Subbaromyces)
OrdenSordariales
Familia Chaetomiaceae
Géneros (Achaetomium•Bommerella•Boothiella•Chaetomidium (=Aporothielavia)•Chaetomiopsis•Chaetomium•Corynascella•Corynascus•Emilmuelleria•Farrowia•Guanomyces•Subramaniula•Thielavia)
Familia Lasiosphaeriaceae
Géneros (Anopodium•Apiosordaria •Apodospora •Apodus •Arniella•Arnium •Bellojisia •Bombardia •Bombardioidea•Camptosphaeria•Cercophora •Diffractella •Diplogelasinospora •Emblemospora •Eosphaeria •Fimetariella•Jugulospora •Lacunospora •Lasiosphaeria•Lasiosphaeris •Periamphispora •Podospora •Pseudocercophora•Schizothecium •Strattonia•Thaxteria •Triangularia •Tripterosporella •Zopfiella •Zygopleurage •Zygospermella)
Familia Sordariaceae
Géneros (Cainiella •Copromyces•?Effetia •Gelasinospora•?Guilliermondia•Neurospora •Pseudoneurospora •Sordaria •Stellatospora )
Orden Sordariales, géneros incertae sedis
Géneros (Acanthotheciella•?Ascolacicola •Bombardiella •Coronatomyces •Corylomyces•Cuspidatispora •Globosphaeria•Immersiella•Isia•Lockerbia•Melanocarpus•?Monosporascus •?Nitschkiopsis•Onygenopsis •Phaeosporis•Reconditella •Rhexosporium•Roselliniella •Roselliniomyces •Roselliniopsis •?Savoryella •Utriascus )
Familia Sordariomycetidae, familias incertae sedis
Familia Amplistromataceae
Géneros (Amplistroma•Wallrothiella )
Familia Annulatascaceae
Géneros (Annulatascus •Annulusmagnus •Aqualignicola •Aquaticola •Ascitendus •Ayria •Brunneosporella •Cataractispora•Clohiesia•Cyanoannulus •Diluviocola •Fluminicola •Frondicola•Fusoidispora•Pseudoproboscispora •Rhamphoria •Submersisphaeria •Teracosphaeria •Torrentispora •Vertexicola )
Familia Cephalothecaceae
Géneros (Albertiniella •Cephalotheca•Cryptendoxyla)
Familia Helminthosphaeriaceae
Géneros (Echinosphaeria•Helminthosphaeria•Ruzenia•Tengiomyces)
Familia Jobellisiaceae
Género (Jobellisia )
Familia Papulosaceae
Género (Papulosa)
Subclase Sordariomycetidae, géneros incertae sedis
Géneros (Arecacicola •Ascotaiwania•Ascovaginospora•Barbatosphaeria•Biconiosporella •Carpoligna •Caudatispora •Ceratostomella•Chaetosphaerides •Conioscyphascus•Erythromada•Garethjonesia •Hanliniomyces•Hilberina•Lasiosphaeriella•Lentomitella •Leptosporella •Linocarpon•Menisporopascus •Merugia •Mycomedusiospora •Myelosperma •Neolinocarpon •Nigromammilla •Phaeotrichosphaeria•Phragmodiscus •Plagiosphaera •Rhodoveronaea •Rimaconus•Spinulosphaeria•Teracosphaeria•Xylomelasma)
Subclase Xylariomycetidae
Orden Xylariales
Familia Amphisphaeriaceae
Géneros (Amphisphaerella• Amphisphaeria• Arecophila• Atrotorquata •Blogiascospora •?Broomella•Cainia• Cannonia• ?Capsulospora•Ceriophora• ?Ceriospora•Chitonospora• ?Clypeophysalospora •Discostroma•Distorimula• Dyrithiopsis •?Dyrithium•?Ellurema•Flagellosphaeria• Frondispora •Funiliomyces•Griphosphaerioma• Iodosphaeria •Lanceispora•?Leiosphaerella •?Lepteutypa•Lindquistomyces•Manokwaria•Monographella• Mukhakesa•Neobroomella•Neohypodiscus• Ommatomyces• ?Oxydothis• Paracainiella• ?Pemphidium• ?Pestalosphaeria•?Reticulosphaeria•?Urosporella• Urosporellopsis•Xylochora)
Familia Clypeosphaeriaceae
Géneros (?Apioclypea•?Apiorhynchostoma•Aquasphaeria•Brunneiapiospora•Clypeosphaeria•Crassoascus•Duradens•Palmomyces•Pseudovalsaria)
Familia Diatrypaceae
Géneros (Anthostoma •Cryptosphaeria •Diatrype •Diatrypella •Echinomyces •Eutypa •Eutypella •Leptoperidia •Peroneutypa •Quaternaria)
Familia Graphostromataceae
Género (Graphostroma)
Familia Hyponectriaceae
Géneros (Apiothyrium •?Arecomyces •Arwidssonia •Cesatiella •Chamaeascus •Charonectria •Discosphaerina •Exarmidium •Hyponectria •Micronectria •Papilionovela •Pellucida •Physalospora •Pseudomassaria •Rhachidicola •?Xenothecium)
Familia Xylariaceae
Géneros (Amphirosellinia •Annulohypoxylon •Anthostomella •Appendixia •Areolospora •?Ascotricha •Ascovirgaria •Astrocystis •Barrmaelia •Biscogniauxia •Calceomyces •Camillea •Chaenocarpus •Chlorostroma •Collodiscula •Creosphaeria •Cyanopulvis •Daldinia •Discoxylaria •?Emarcea •Engleromyces •Entoleuca •Entonaema •Euepixylon •Fasciatispora •Fassia •Gigantospora •Guestia •Halorosellinia •Helicogermslita •Holttumia •Hypocopra •Hypoxylon •Induratia •Jumillera •Kretzschmaria •Kretzschmariella •Leprieuria •?Leptomassaria •Lopadostoma •Myconeesia •Nemania •Nipicola •Obolarina •Occultitheca •Ophiorosellinia •Pandanicola •Paramphisphaeria •?Paucithecium •Phylacia •Pidoplitchkoviella •Podosordaria •Poroleprieuria •Poronia •Pyrenomyxa (=Pulveria)•Rhopalostroma •Rosellinia •Sabalicola •Sarcoxylon •?Sclerodermatopsis •?Seynesia •Spirodecospora •?Steganopycnis •Stereosphaeria •Stilbohypoxylon •Striatodecospora •Stromatoneurospora •Thamnomyces •Theissenia •Thuemenella •Versiomyces •Vivantia •Wawelia •Whalleya •Xylaria •Xylotumulus)
Orden Xylariales, géneros incertae sedis
Géneros (Adomia •Ascotrichella •Coniocessia •Coniolariella (=Coniolaria) •Diamantinia •Lasiobertia •Palmicola •Pulmosphaeria •Yuea)
Clase Sordariomycetes, órdenes incertae sedis
Orden Koralionastetales
Familia Koralionastetaceae
Género (Koralionastes)
Orden Lulworthiales
Familia Lulworthiaceae
Géneros (Haloguignardia •Kohlmeyeriella• Lindra• Lulwoana• Lulwoidea• Lulworthia• Rostrupiella)
Familia Spathulosporaceae
Géneros (Spathulospora)
Orden Meliolales
Familia Armatellaceae
Género (Armatella)
Orden Meliolaceae
Géneros (Amazonia •Appendiculella •Asteridiella •Basavamyces •Ceratospermopsis •Cryptomeliola •Ectendomeliola •Endomeliola •Haraea •?Hypasteridium •Irenopsis •Laeviomeliola •Leptascospora •Meliola •?Metasteridium •Ophiociliomyces •Ophioirenina •?Ophiomeliola •?Parasteridium •Pauahia •?Pleomeliola •Pleomerium •Prataprajella •Ticomyces •Urupe •?Xenostigme)
Orden Phyllachorales
Familia Phaeochoraceae
Géneros (Cocoicola •Phaeochora •Phaeochoropsis •Serenomyces)
Familia Phyllachoraceae
Géneros (Apiosphaeria •Brobdingnagia •Coccodiella •Deshpandiella •Diachora •Diatractium •Erikssonia •Fremitomyces •?Geminispora •Gibellina •Imazekia •Isothea •Lichenochora •Lindauella •?Lohwagia •Maculatifrons •Malthomyces •Marinosphaera •Muelleromyces •Neoflageoletia •Ophiodothella •Orphnodactylis •Oxodeora •Parberya •?Petrakiella •Phaeochorella •Phycomelaina •Phyllachora •Phylleutypa •Phyllocrea •Polystigma •Pseudothiella •Pterosporidium •Rehmiodothis •Retroa •Rikatlia •Schizochora •Sphaerodothella •Sphaerodothis •Stigmochora •Stromaster •Telimena •Telimenella •Telimenochora •Trabutia •Tribulatia •Uropolystigma •Vitreostroma •Zimmermanniella)
Orden Trichosphaeriales
Familia Trichosphaeriaceae
Géneros (Acanthosphaeria •Collematospora •Coniobrevicolla •Cresporhaphis •Cryptadelphia •Eriosphaeria •Fluviostroma •Kananascus •Miyoshiella •Neorehmia •Oplothecium •Rizalia •Schweinitziella •Setocampanula •Trichosphaeria •Umbrinosphaeria •Unisetosphaeria)
Orden Sordariomycetes, familias incertae sedis
Familia Apiosporaceae
Géneros (Apiospora•Appendicospora)
Familia Catabotrydaceae
Género (Catabotrys)
Familia Obryzaceae
Género (Obryzum)
Familia Thyridiaceae
Géneros (Balzania •Mattirolia •Thyridium •Thyronectroidea)
Familia Sordariomycetes, géneros incertae sedis
Géneros (Abyssomyces •Acerbiella •Acrospermoides •Ameromassaria •Amphisphaerellula •Amphisphaerina •Amphorulopsis •Amylis •Anthostomaria •Anthostomellina •Apharia •Apodothina •Apogaeumannomyces •Aquadulciospora •Aquamarina •Aropsiclus •Ascorhiza •Ascoyunnania •Assoa •Aulospora •Azbukinia •Bactrosphaeria •Biporispora •Bombardiastrum •Brenesiella •Byrsomyces •Byssotheciella •Caleutypa •Calosphaeriopsis •Caproniella •Chaetoamphisphaeria •Ciliofusospora •Clypeoceriospora •Clypeosphaerulina •Conidiotheca •Cryptoascus •Cryptomycina •Cryptovalsa •Cucurbitopsis •Curvatispora •Dasysphaeria •Delpinoella •Diacrochordon •Dontuzia •Dryosphaera •Endoxylina •Esfandiariomyces •Frondisphaera •Glabrotheca •Heliastrum •Hyaloderma •Hydronectria •Hypotrachynicola •Immersisphaeria •Iraniella •Khuskia •Konenia •Kravtzevia •Kurssanovia •Lecythium •Leptosacca •Leptosphaerella •Leptosporina •Lyonella •Mangrovispora •Melomastia •Microcyclephaeria •Mirannulata •Monosporascus •Nataniella •?Naumovela •?Neocryptospora •Neolamya •Neothyridaria •Ophiomassaria •Ornatispora •Paoayensis •Pareutypella •Phomatospora •Phyllocelis •Pleocryptospora •Pleosphaeria •Pontogeneia •Porodiscus •Protocucurbitaria •Pulvinaria •Pumilus •Rehmiomycella •Rhamphosphaeria •Rhizophila •Rhopographella •Rhynchosphaeria •Rivulicola •Romellina •Saccardoella •Sarcopyrenia •Sartorya •Scharifia •Scoliocarpon •Scotiosphaeria •Servaziella •Sporoctomorpha •Stearophora •Stegophorella •Stellosetifera •Stomatogenella •Strickeria •Sungaiicola •Synsphaeria •Tamsiniella •Tectonidula •Thelidiella •Thyridella •Thyrotheca •Trichospermella •Trichosphaeropsis •Tunstallia •Vleugelia •Zignoina)

#### Subphylum Pezizomycotina, órdenesincertae sedis
- Subphylum Pezizomycotina, órdenes incertae sedis
Orden Lahmiales
Familia Lahmiaceae
Género (Lahmia )
Orden Medeolariales
Familia Medeolariaceae
Género (Medeolaria )
Orden Triblidiales
Familia Triblidiaceae
Géneros (Huangshania •Pseudographis  •Triblidium )
Orden Pezizomycotina familias incertae sedis
Familia Lyrommataceae
Género (Lyromma )

### Ascomycota, familiasincertae sedis
- Ascomycota, familias incertae sedis
Familia Amorphothecaceae
Género Amorphotheca 
Familia Aphanopsidaceae♦
Género Aphanopsis 
Familia Aspidotheliaceae♦ 
Género Aspidothelium 
Familia Batistiaceae
Género Batistia 
Familia Coniocybaceae
Géneros Chaenotheca •Sclerophora 
Familia Diporothecaceae
Género Diporotheca 
Familia Eoterfeziaceae
Géneros Acanthogymnomyces •Eoterfezia
Familia Epigloeaceae♦
Género Epigloea 
Familia Hispidicarpomycetaceae
Género Hispidocarpomyces 
Familia Lautosporaceae
Género Lautospora  
Familia Mastodiaceae♦
Géneros Mastodia •Turgidosculum 
Familia Microcaliciaceae
Géneros Microcalicium •Mucomassariaceae •Mucomassaria 
Familia Phyllobatheliaceae
Géneros Phyllobathelium •Phyllocratera 
Familia Pleurotremataceae
Géneros Daruvedia •Pleurotrema 
Familia Pseudeurotiaceae
Géneros Connersia •Leuconeurospora •?Neelakesa •Pleuroascus •Pseudeurotium 
Familia Saccardiaceae
Géneros Angatia •Ascolectus •Cyanodiscus •Dictyonella •Epibelonium •Johansonia •Phillipsiella •Pseudodiscus •Rivilata •Saccardia •Schenckiella •Vonarxella 
Familia Seuratiaceae
Géneros Seuratia •?Seuratiopsis 
Familia Xanthopyreniaceae
Géneros Collemopsidium •Didymellopsis •Frigidopyrenia •Pyrenocollema •Zwackhiomyces

### Ascomycota, génerosincertae sedis
- Ascomycota, géneros incertae sedis
Géneros (Abrothallus •Allophoron •Antimanoa •Apiotypa •Argentinomyces •Arthopyreniomyces •Ascocorticiellum •Ascofascicula •Ascomauritania •Ascosorus •Ascosubramania •Ascoxyta •Astomella •Atractobolus •Baculospora •Batistospora •Berggrenia •Brucea •Bresadolina •Carnia •Cerastoma •Cladosphaera •Clathroporinopsis •Clypeolum •Coryneliella •?Coscinocladium •?Crinigera •Cyanopyrenia •Cylindrotheca •?Cystodium •Diaboliumbilicus •Diehliomyces •Dipyrgis •Discocera •Dryinosphaera •Eiona •?Elaeomyces •Endocolium •?Enduria •Erispora •Farriolla •Feracia •Frigidospora •Gaeumanniella •Gallaicolichen •Gonidiomyces •Gyrophthorus •Haematomyxa •Haplopyrenulomyces •Hapsidascus •Harmandiana •Helicogonium •Myriogonium •Heterocyphelium •Heuflera •Hyalopyrenula •Hymenobia •Hypnotheca •Igneocumulus •Leucoconiella •Leucoconis •Lichenopeziza •Limboria •?Lithopythium •Lohwagiella •Ludwigomyces •Marisolaris •Micromastia •Molgosphaera •Mycotodea  •?Myriococcum •Myrmaecium •?Nemacola •Normandina •Nyungwea •Ochrosphaera •Oevstedalia  •?Phacidiostromella •Phaeodothiopsis •Phellostroma •?Phelonitis •Phialisphaera •Phragmitensis •Phthora •Phylloporina •?Porosphaera •Potamomyces •Protocalicium •Pseudohepatica •Pseudoperitheca •Psilosphaeria •Pteromycula •Pustularia •Pycnodermellina •Retrostium •Roeslerina •?Rostafinskia •?Sachsia •Scutomyces •Splanchnospora •Stellifraga •Stigmatea •Stigmatisphaera •Stigmea •Symbiotaphrina •Syphosphaera •Telioclipeum •Thallisphaera •?Trichoplacia •Trichosphaera •Tromeropsis •Ulvella •Wadeana •?Wolkia •Xenomyxa •Xylobotryum •Xylogone)